# Apollo parancsnoki és műszaki egység
Az Apollo parancsnoki és műszaki egység (angolul : Apollo Command and Service Module – Apollo CSM) a NASA Apollo-programjában – majd később az azokból leágazó más programokban – használt űrhajó volt, amely a holdra szálláshoz használt űrhajórendszer egyik fő komponensének számított. Az Apollo CSM funkciója szerint három űrhajóst szállított a Föld és a Hold között, ahol két űrhajós átszállt a holdkompba, hogy azzal leszállhasson a holdfelszínre, majd dolguk végeztével felszálltak és újra összekapcsolódtak az így anyaűrhajó szerepet betöltő űreszközzel, amely aztán hazahozta a három űrhajóst a Földre.
Az Apollo űrhajó két fő részegységből állt össze: az egyik a csonkakúp alakú parancsnoki egység volt (CM – Command Module), amely az űrhajósok elhelyezésére szolgált és magába foglalta az azok elhelyezéséhez, illetve létfenntartásához szükséges eszközöket, illetve magával vitte a földi visszatéréshez szükséges hőpajzsot, míg a másik a hengeres műszaki egység volt (SM – Service Module), amely az űrhajó meghajtásához szükséges hajtóművet, a kormányrendszert, az ezek működéséhez szükséges hajtóanyagot, az áramtermeléshez alkalmazott üzemanyagcellát és az azt hajtó gázokat fogadta magába.
Az űrhajót 1968-1975 között használták, összesen 19 repülésen.

## Előzmények

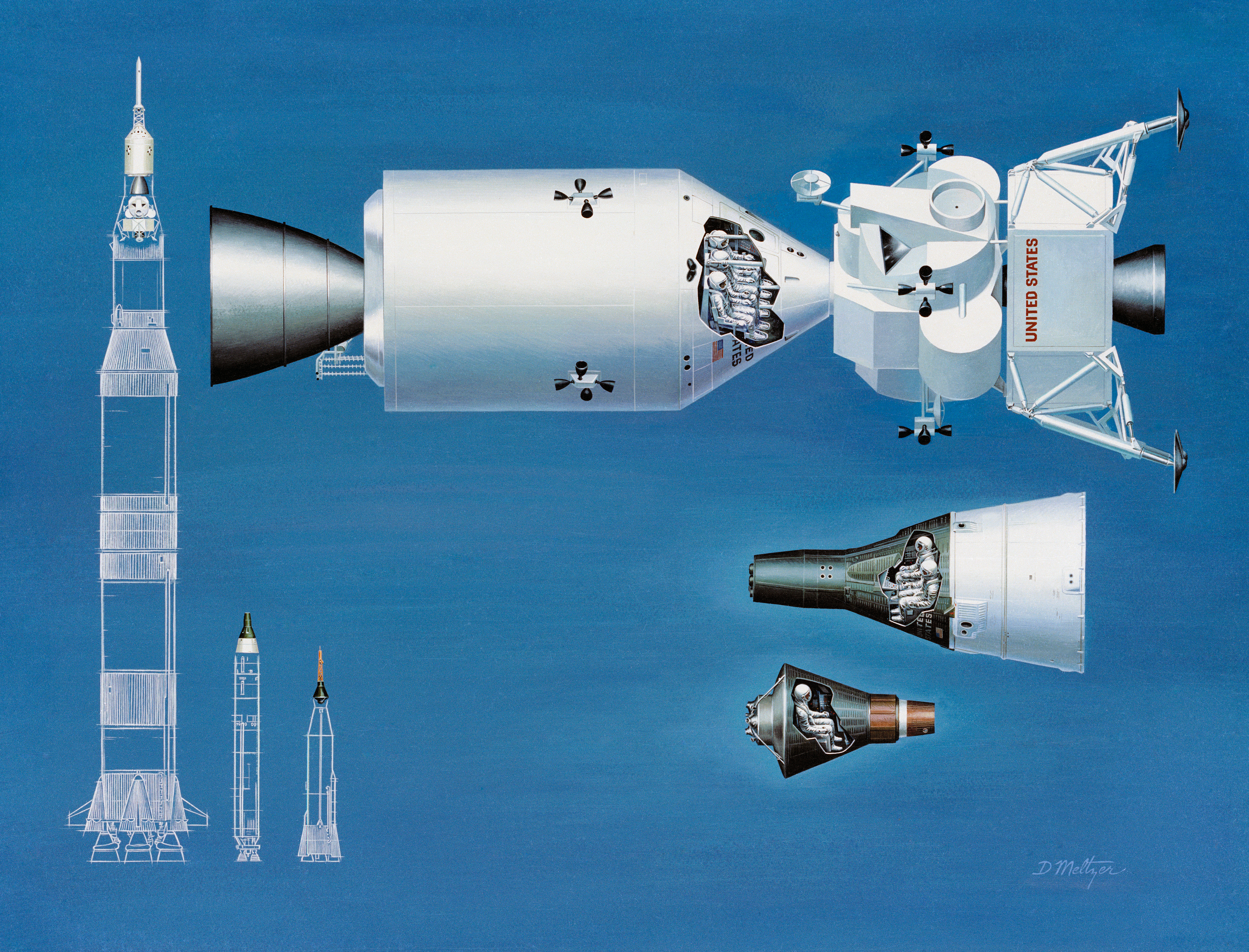
Apollo–Gemini–Mercury fejlődési vonal

Az Egyesült Államok űrtevékenysége politikai indíttatásból fakadt: Eisenhower elnök bejelentette, hogy az 1957-es nemzetközi geofizikai év keretében országa elsőként fog egy ember alkotta tárgyat, egy műholdat Föld körüli pályára állítani, azonban némileg váratlanul ezt a teljesítményt a Szovjetunió elhappolta az amerikaiak orra elől. Az USA ezt háborús csatavesztéssel egyenértékű presztízsveszteségként élte meg és valamilyen nagyobb értékű űrteljesítmény elsőként való végrehajtásával szeretett volna a szovjetek elé vágni, hogy visszaállítsa politikai presztízsét. Megkezdődött egyfajta egymásra licitálás a mind nagyobb propagandaértékű űrteljesítmények végrehajtásával a két ország között, életre hívva az űrversenyt. Ezekben a kezdeti években rendre a Szovjetunió került ki győztesen.
Az említett egymásra licitálás részeként az amerikai kormányzat 1958-ban létrehozta a NASA-t, hogy koncentrálja erőforrásait és erőfeszítéseit az űrteljesítményekben. A próbálkozások újabb szintje volt, amikor embert szállító űrhajók felbocsátásával kísérletezett mindkét oldal, amelyből ismét a Szovjetunió került ki győztesen Jurij Gagarin Vosztok–1 űrhajójának 1961. április 12-i sikeres felbocsátásával. Ekkor született meg az Egyesült Államokban a szándék, hogy ember juttat a Holdra, amellyel minden korábbi szovjet sikert elhomályosíthat és visszavonhatatlanul átveszi a vezető szerepet az űrteljesítmények területén.
Még az első ember világűrbe bocsátásának kidolgozása idején a NASA elkezdte kialakítani az ehhez szükséges űrhajókra vonatkozó koncepcióját. Ennek első terméke lett a Mercury űrhajó, amelyet a hivatalosan is erre a célra életre hívott program keretében kívántak felbocsátani a világűrbe. A Mercury-program hivatalosan 1958. október 7-én indult el és 1961. május 5-én a NASA felbocsátotta az első amerikai űrhajóst, Alan Shepardot az űrbe – egyelőre csak a Kármán-vonal legyőzésével, egy űrugrásra –, majd csak jóval később, 1962. február 20-án – huszonkét hónappal a repülés szovjet megfelelője és számos nagyobb értékű szovjet űrrepülés után – következett el John Glenn három Föld körüli keringést végrehajtó Friendship 7 repülése.
A Mercury-program ideje alatt a NASA már távolabbra is igyekezett kitekinteni és az ember világűrbe jutása utáni idők programjaihoz koncepciót kidolgozni. Az egyik ilyen volt az Olympus Project, amelyben egy háromfős eszközt vizionált a NASA, amely ekkor még főként Föld körüli keringésben végzett tevékenységre volt alkalmas. Ennek része volt egy hatalmas keringő egység, amelyben hetekig volt képes a legénység élni és dolgozni. Ez egyfajta űrállomás jellegű felhasználási mód volt, amelyhez egy külön űrhajó verzió szállította volna a felszerelést és a legénységet. Ezek későbbi verziói alkalmasak lettek volna a Holdat körülrepülő repülésekre is. 1960 végén a NASA körbe is küldte az ipari partnerekhez a követelményrendszerét, amely egy ilyen űreszköz megalkotására hívta fel a formálódó űripar szereplőit.
Kennedy elnök 1961. május 25-i váratlan bejelentése az Apollo-programról felülírt minden korábbi koncepciótervet, így az Olympust is, ám a kidolgozott követelményrendszer alkalmas volt a kidolgozásra. Emellett, mivel nyilvánvalóvá vált, hogy a holdprogram és a már rendelkezésre álló Mercury-program közötti technológiai szakadék egyetlen lépésben nem áthidalható, szükségessé vált egy második űrhajó is, amely segít a holdrepülések lépéseinek kidolgozásában. Ez utóbbi lett a Gemini űrhajó, amely a Gemini-programban repült később.

## Fejlesztésének története
A Holdhoz repülő űrhajó fejlesztése két külön szálon kezdődött. Az egyik szál egy kis részegység volt az egész képben, ám a NASA-nak (vagy az előd NACA-nak) lényegében semmi tapasztalata nem volt vele: ez volt a bolygóközi navigációt végző részegység. A másik szál maga az űrhajó volt, meghajtásostól kormányzásostól, létfenntartó rendszerestől, mindenestől.
A téma nem volt előzmények nélkül. A légierő a MIT bevonásával már dolgozott egy tanulmányon, amely a Mars bolygó elérésének technikáján, az odaúton a helyzetmeghatározásra és navigáció problémájára próbált választ találni. A Légierő a NASA megalakulásakor elnöki rendeletre ezt a munkát is „beapportálta” a NASA-ba (A MIT 1959. szeptember 15-én tartott belőle prezentációt a NASA-nak, ahol azonban elhomályosította azt a szovjetek két nappal korábbi sikere, amikor a Lunyik–2 sikeresen eljutott a Holdig és ott becsapódott.) Amikor aztán élesben felvetődött az űrhajó építésének kérdése, a navigáció tekintetében ez a tanulmány, illetve prezentáció merült fel a NASA-nál, mint fogódzópont a problémán, legfeljebb a cél ezúttal nem a Mars volt, hanem a Hold. A NASA meg is bízta az egyetemi kutatóműhelyt, hogy dolgozzon a problémán. A MIT biztosította a NASA-t, hogy a probléma egyszerűbben megoldható, mint egy atomhordozó tengeralattjáró körbenavigálása a víz alatt a földgolyón, a NASA-nak mégis maradtak kétségeik a sikert illetően.
Az űrhajó megtervezésére a Space Task Group írt ki egy követelményrendszert, majd 5 nagy űripari résztvevőnek küldték ki, hogy meghívásos tenderen gyűjtsenek ajánlatokat az űrhajó kifejlesztésére és gyártására. A kezdeti elképzelések szerint az Apollo űrhajónak minden korabeli tervek szerinti repülési fázisra alkalmasnak kellett lennie. Ezek a következők voltak: Föld körüli repülések, holdat megkerülő és hold körüli keringő repülések, valamint holdi leszállások. A fejlesztésben szereplő részegységek pedig a következők voltak: egy parancsnoki egység (lényegében a legénységi kabin), egy műszaki és meghajtó egység, valamint egy adapter (a Föld körül keringő repüléseknél egy űrlaboratóriumhoz való kapcsolódáshoz, a holdi repüléseknél pedig egy holdi meghajtó egységhez való kapcsolódáshoz). Az űrhajó ekkor még az egyedüliként létező, később meghaladott direkt leszállás koncepciójához igazodó, egyedüli űrhajó szerepét töltötte be. Az 5 reménybeli pályázó mindössze 10 hetet kapott a pályázatuk kidolgozására.

### North American
A befutott előtervek kiértékelését a Forrás Értékelő Bizottság (Source Evaluation Board) – egy több mint 100 specialistából álló csoport – értékelte ki és az alábbi pontozásos eredményt tette közzé 1961. november 24-én:
| Pályázó                       | Műszaki tartalom | Műszaki tartalom minősítése | Üzleti tartalom |
| ----------------------------- | ---------------- | --------------------------- | --------------- |
| Martin Co.                    | 5,58             | 6,63                        | 8,09            |
| General Dynamics Astronautics | 5,27             | 5,35                        | 8,52            |
| North American Aviation       | 5,09             | 6,66                        | 7,59            |
| General Electric Co.          | 5,16             | 5,60                        | 7,99            |
| McDonnell Aircraft Co.        | 5,53             | 5,67                        | 7,62            |

Eszerint a Martin Co. nyert 6,9 átlagponttal, a General Dynamics és a North American holtversenyben a második lett 6,6 ponttal, míg a General Electric és a Mercury-program beszállítója (illetve a Gemini-program nyertese), a McDonnell lett az utolsó. A Martin ugyan kiemelkedett a mezőnyből, azonban a bizottság megfogalmazta, hogy ha nem őket választaná a NASA vezetése, akkor a North Americant is könnyű szívvel ajánlják, mivel a tervük műszaki megvalósítása a legmagasabb szintű volt, illetve számottevő tapasztalattal bírnak más programokból, mint az X–15, a Navaho, vagy a Hound Dog és így számottevő tapasztalattal bírnak a kísérleti fejlesztések terén (a verseny, illetve annak elnyerése nem nyílt módon történt, a fenti pontösszesítés csak ajánlásokat fogalmazott meg a NASA vezetése számára és az ő személyes döntésükön múlott a nyertes személye).
Előzetesen ki is szivárgott a kiértékelés eredménye és a Martin munkatársai győzelmet ünnepeltek, azonban egy nappal a kiszivárgást követően 1961. november 28-án a NASA győztest hirdetett: a North American Aviation nyerte el a jogot, hogy megtervezze és megépítse a holdűrhajót. A döntést James Webb, Robert Seamens és Hugh Dryden hozta az alapján, hogy a NASA-NACA történetben a legjobb együttműködés ezzel a vállalattal alakult ki.

### A tervezés folyamata

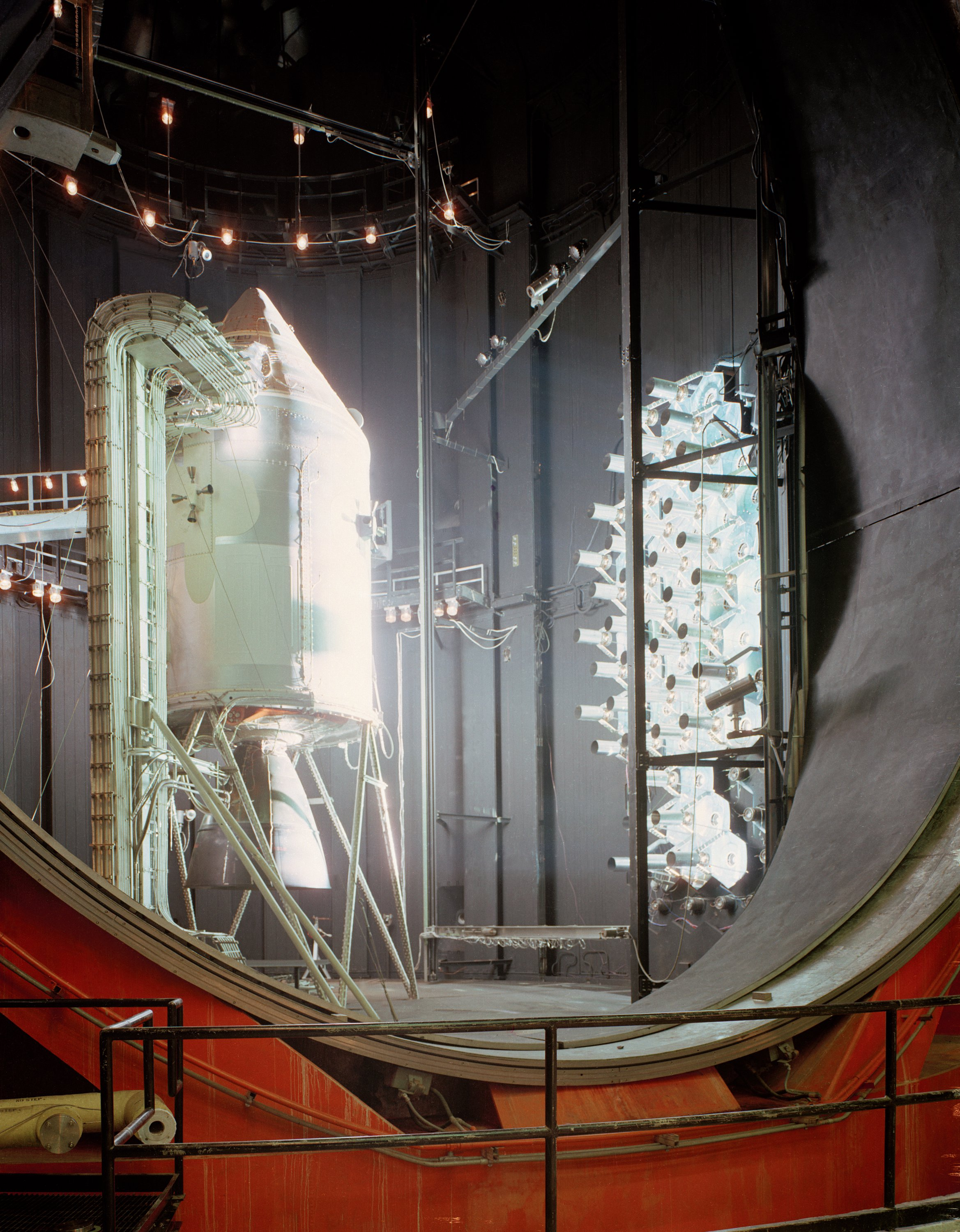
Az Apollo űrhajó egy vákuumkamra teszt során

A tervezési folyamat még annak ismeretében indult, hogy a NASA kezében egyetlen leszállási koncepció, a direkt leszállás volt. Ennek keretében egy hatalmas hordozóeszköz, a Nova rakéta vitte volna el a Földtől a Holdig az űrhajót – minden ahhoz szükséges teherrel, köztük a felszálláshoz szükséges rakétával és hajtóanyaggal együtt –, amely leszállt volna közvetlenül a Holdon, majd a holdfelszíni tevékenység végeztével visszaindult volna a holdfelszínről, hogy hazatérjen a Földre. Ez egyetlen, az oda-visszaútra alkalmas, majd a holdfelszínre is leszálló űrhajót feltételezett. Ennek megfelelően a tervezés még anélkül indult, hogy szó lett volna holdkompról és az azzal való összekapcsolódásról, így ilyen feladatú részegységek kialakításáról szó sem volt. Azonban egy évvel később a NASA áttért a LOR koncepció megvalósítására, amely az űrhajó koncepcióra is hatással volt. A LOR alapvetése szerint nem egy, hanem két űrhajó repült a Holdhoz és csak az egyik – a lehető legkisebb tömegű, amelynek nem kell lecipelnie a holdfelszínre a hazajutáshoz szükséges üzemanyagot, illetve az ahhoz kellő űrhajó szerkezeti tömeget – száll le a Holdra, míg a másik Hold körüli pályán várakozik rá. Ebből következett, hogy a parancsnoki űrhajó lesz a Hold körüli pályán várakozó egység, míg a másik egy még kifejlesztendő, másik űrhajó lesz (a holdkomp). És ebből az új felállásból fogalmazódott meg, hogy a parancsnoki űrhajónak összekapcsolódási potenciállal kell rendelkeznie, valamint ki kell alakítani az átszállás lehetőségét egyik űrhajóból a másikba. Emellett már a koncepcióváltásig eltelt egy esztendőben is felmerültek más tervezési problémák (elsősorban létfenntartó rendszerrel), amelyek módosításokat igényeltek. A felmerülő új igények és problémák komolyabb áttervezés igényét vetették fel.
1963-ban a NASA úgy döntött, hogy a leghatékonyabb módszer, ha két tervezési, gyártási sorozatot alapít az űrhajóra vonatkozóan, az egyikkel viszi tovább az eredeti tervet, a másikban pedig megvalósítja a módosításokat. A két tervezési sorozat a következő volt:
- Block I: ez vitte tovább az eredeti tervezési vonalat, mindenféle összekapcsolódási kapacitás nélkül és mint ilyen ez lett volna leghamarabb kész és a kezdeti teszteket, az ún. A, B és C repüléseket, azaz a berepülési teszteket ez teljesíthette volna.
- Block II: ebben testesültek meg a módosítások és ez a verzió már alkalmas lett a holdrepülésre, így a később a repülési tervbe becsatlakozó bonyolultabb, holdkompot igénylő, vagy a holdi repülést megvalósító teszteken, majd az éles holdra szállásokon kívánták alkalmazni (a dokkolási képességhez köthető dizájn paraméterek a holdkompot fejlesztő Grumman Aircraft Engineering cégtől érkeztek).

A Block I terveivel a North American 1964 januárjára lett kész, ekkor nyújtotta be azokat a NASA-hoz. A tervek szerint ez a verzió teljesítette volna az összes Saturn IB és Saturn V ember nélküli tesztrepüléseket (amelyek az Apollo tervkódjaiban AS–201-203, illetve Apollo–501-502 néven szerepeltek), valamint az AS–204 kódnéven szereplő első emberes repülést, valamint az annak megismétlését jelentő második emberes tesztrepülést. Előbb a NASA a legutóbbit törölte, mondván, hogy pazarlás lenne mind az erőforrások, mind az idő szempontjából, majd 1967. január 27-én bekövetkezett az AS–204 (később Apollo–1 néven a történelembe bevonult) tragédia, amely megölte Gus Grissomot, Ed White-ot és Roger Chaffeet. A tűzeset utáni vizsgálatok rengeteg rendellenességet, szerelési problémát és tervezési hibát tártak fel a parancsnoki űrhajóval kapcsolatban. Ennek kapcsán a North Americant is meghurcolták.
Az AS–204 katasztrófája nyomán lezajlott kivizsgálást követően a kivizsgáló bizottság megállapításai alapján törölték a Block I sorozattal való emberes repüléseket (a többi ember nélküli teszten azonban ez a változat repült). A Block II-ben pedig felülvizsgálták a hőpajzs kialakítását, illetve a kabinbelsőben is számos áttervezésre került sor: új, könnyen nyitható kabinajtó került bele, mellőzték minden lehetséges gyúlékony anyag használatát, a vezetékezést és csövezést is teljesen átalakították, illetve további súlycsökkentéseket is eszközöltek a Block I változathoz képest. Összehasonlításképpen: az Apollo–1 űrhajó starttömege még 20 000 kg volt, míg az Apollo–7-é már csak 16 500 kg.

## Parancsnoki egység (CM)
A parancsnoki egység egy csonkakúp alakú formába öntött űrkabin volt, amelynek magassága 3,23 méter a szélessége a fenekénél 3,91 méter volt. A csonkakúp belseje három fő részre osztódott. Az egyik az ún. elülső rekesz, amely a kúp tetején helyezkedett el. Ez nem volt légmentes, ide helyezték el az átjárót a holdkompba, a kormányzáshoz szükséges kormányfúvókákat és a földi leszállás berendezéseit. Alatta helyezkedett el az immár légmentes szekció, ahol a fő észegység, a legénységi kabin volt, a műszerekkel, életfenntartó rendszerrel. Legalul pedig egy újra nem légmentes rész következett, ahol újabb kormányfúvókák, az azok működéséhez szükséges gáztartályok, ivóvíz tartályok, valamint a kabin áramellátásához szükséges, a műszaki egységbe vezető vezetékkötegek helyezkedtek el. Ezeket zárta le alulról a hőpajzs.

### Felépítése
A parancsnoki egység szerkezete két fő részegységből állt össze: egy belső, légmentes héjból és a külső borításból.
A belső héj alumínium szendvicspanelből készült, belül helyezkedett el a hegesztett alumínium héj, amelyre egy réteg ragasztott alumínium méhsejt szerkezet került (amely a teherbírásért felelt) és ennek tetejére került szintén ragasztással egy külső alumínium réteg. A két sík réteg közötti méhsejt réteg vastagsága a legtágabb helyen 3,8 cm, a legszűkebben pedig 0,64 cm volt. Ez fogadta magába a légmentesen szigetelt legénységi kabint.
A külső réteg is szendvics struktúrából állt, a rozsdamentes alaplemezre itt is egy méhsejt szerkezet került (ezúttal bronz), amelyet acélötvözet felső lemez zárt le. Ennek vastagsága 1,3 cm és 6,3 cm között változott. A belső héj és a külső borítás közötti rést üveggyapot szigeteléssel töltötték ki, amely további hőszigetelést biztosított.

#### Elülső rekesz
Az elülső rekesz a csonkakúp tetején, a légmentes héjon kívül, de a külső borításon belül helyezkedett el, körbefogva az átszálló alagutat és az elülső hőpajzs fedi le. Ez a rész négy, egyenként 90 fokra kiterjedő rekeszre volt bontva, amelyekben a földi leszálló berendezéseket (az ejtőernyőrendszert, a vízi mentéskor helyzetmeghatározásra használatos antennákat, valamint villanófényeket és a felfújható ballonokat tartották, amelyek a talpára állították a vízben a kabint, ha az véletlenül a feje tetejére állt a vízre érkezéskor). Itt kapott még helyet a kormányrendszer két fúvókája, az azokat működtető motorral és tartályokkal, valamint a felső hőpajzs ledobó mechanizmusa is. Utóbbit a leszállás során kb. 7500 méteren leválasztották, hogy alóla előtűnjön az ekkor működésbe lépő leszállóberendezés (praktikusan az ejtőernyőrendszer) nyitómechanizmusa.

#### Hátsó rekesz
Az űrhajó hátsó rekesze a legénységi kabin alatt, a jármű legszélesebb, alsó részén került kialakításra, egy szintén nem légmentes rekeszben. Alatta már csak a hőpajzs került kialakításra, amely lezárta a parancsnoki egységet, mint szerkezeti egységet. A rekesz 24 kisebb, önálló rekeszre lett szétbontva, ezekben helyezkedett el 10 rakétafúvóka a kormányzáshoz, az ezen fúvókák működéséhez szükséges üzemanyag és oxidálóanyag, valamint héliumtartályok. Továbbá ide építették be az űrhajó víztartályait és számos kisebb berendezést. Az összes rekeszben gyűrődő zónákat alakítottak ki, amelyek a földet (pontosabban: vizet) éréskor csillapították a becsapódás energiáját. A berendezéseken kívül itt helyezkedett el az űrhajó vezetékezésének fő áramelosztója, valamint a folyadékok csövezésének bekötése, amely a műszaki egységbe vezetett, ahonnan az áramot és a folyadékáramlás meghajtását biztosították. A hőpajzs a szerelés során levehető volt, így a szervizelés, szerelés, beszabályozás során ez a rekesz takaratlan volt, így biztosítva a munkához szükséges hozzáférhetőséget.

#### Hővédelem

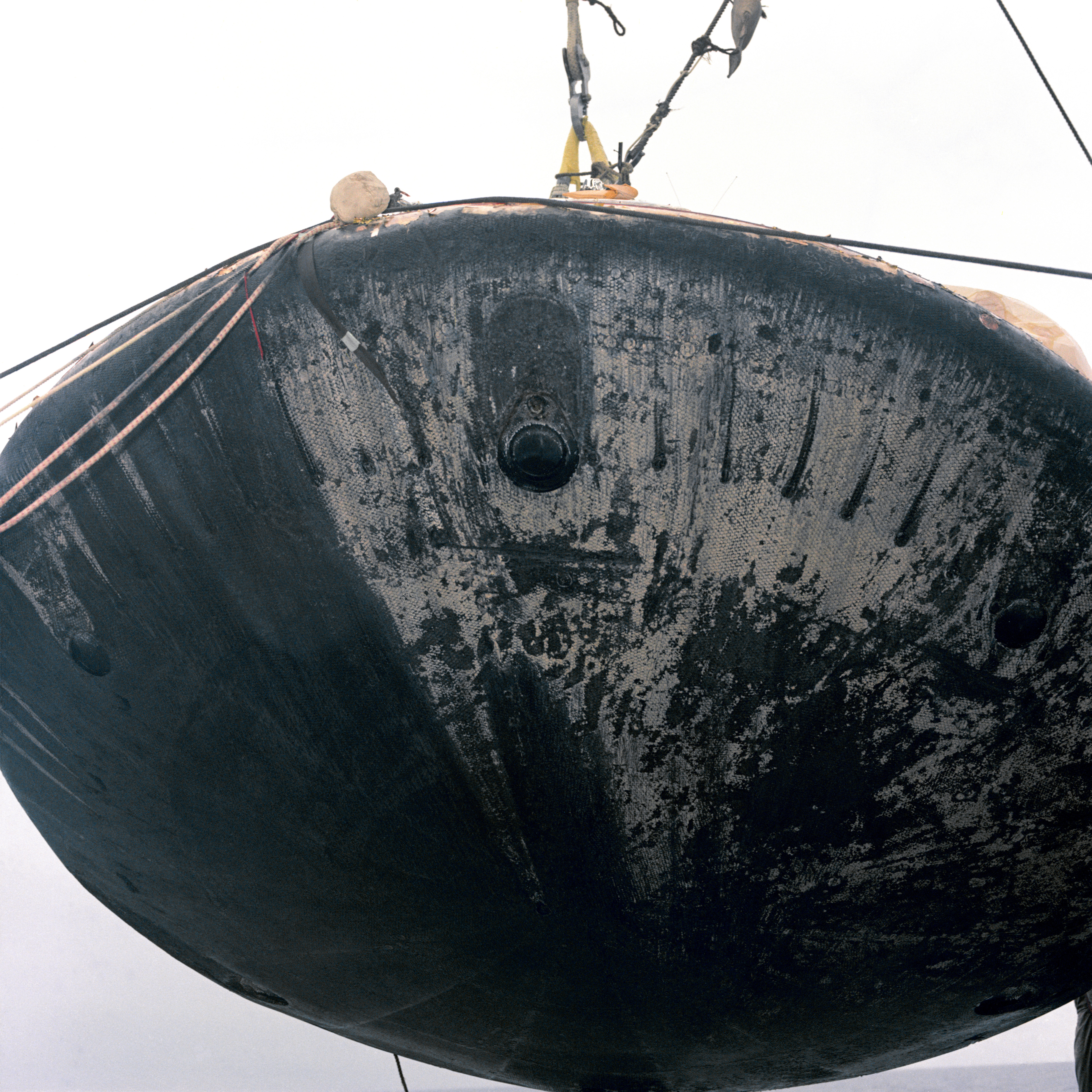
Az összeégett hőpajzs az Apollo–7 leszállását követően

A parancsnoki egység egyik fő szerkezeti egysége a hőpajzs volt. A légköri visszatéréskor az űrhajókat óriási, súrlódásból eredő hőterhelés éri, amely elvileg képes bármiféle fémet megolvasztani. A keletkező hőmennyiség függ az űrhajó légkörbe érkezési sebességétől, így az Apollo űrhajókon ez fokozottan kényes tényező volt, mivel a Holdtól visszaérkező űrhajó sebessége minden korábbi űrhajóénál nagyobb volt (megközelítette a 40 000 km/h-át). Erre a célra egy fenolos formaldehid gyantából készülő, ún. szétmálló hőpajzsot fejlesztettek ki. Ennek lényege, hogy a forró lökéshullámot távol kell tartani az űrhajó fém részeitől, nehogy átégjenek a keletkező hő hatására, ezért szükség van egy hűvösebb határréteg kialakítására az űrhajó alja és a felhevült légköri gázok között. Ezt úgy érték el, hogy a felhevülő gyantából gázok távozzanak, amelyek „arrébb fújják” a lökéshullámot. Ennek során a hőpajzs anyagának felszíne felhevül, fokozatosan megolvad és elég, közben gázokat szabadít fel szublimálás formájában, ám közben a hőpajzs teljes anyaga is kémiai átalakuláson – pirolízisen – megy keresztül és gázok keletkeznek, erősítve a kiáramlás hatását. A folyamat során a hőpajzs felső rétege elszenesedik, elég és a légáramlat lefújja, így a hőpajzs egyszer használatos marad. A hőpajzs legfelső rétegei a repülés során védő funkciót láttak el: felül egy lyukacsos védőborítás volt, alatta egy párazáró fólia, legalul pedig egy ezüstös Mylar fólia.
A hővédő réteg 5,1 cm vastag volt az alsó részen, míg az ejtőernyőház is kapott egy 1,3 cm vastag hővédő réteget az űrhajó tetején. A hővédelem teljes tömege 1400 kg-ot tett ki.

### Földi leszállás eszközei

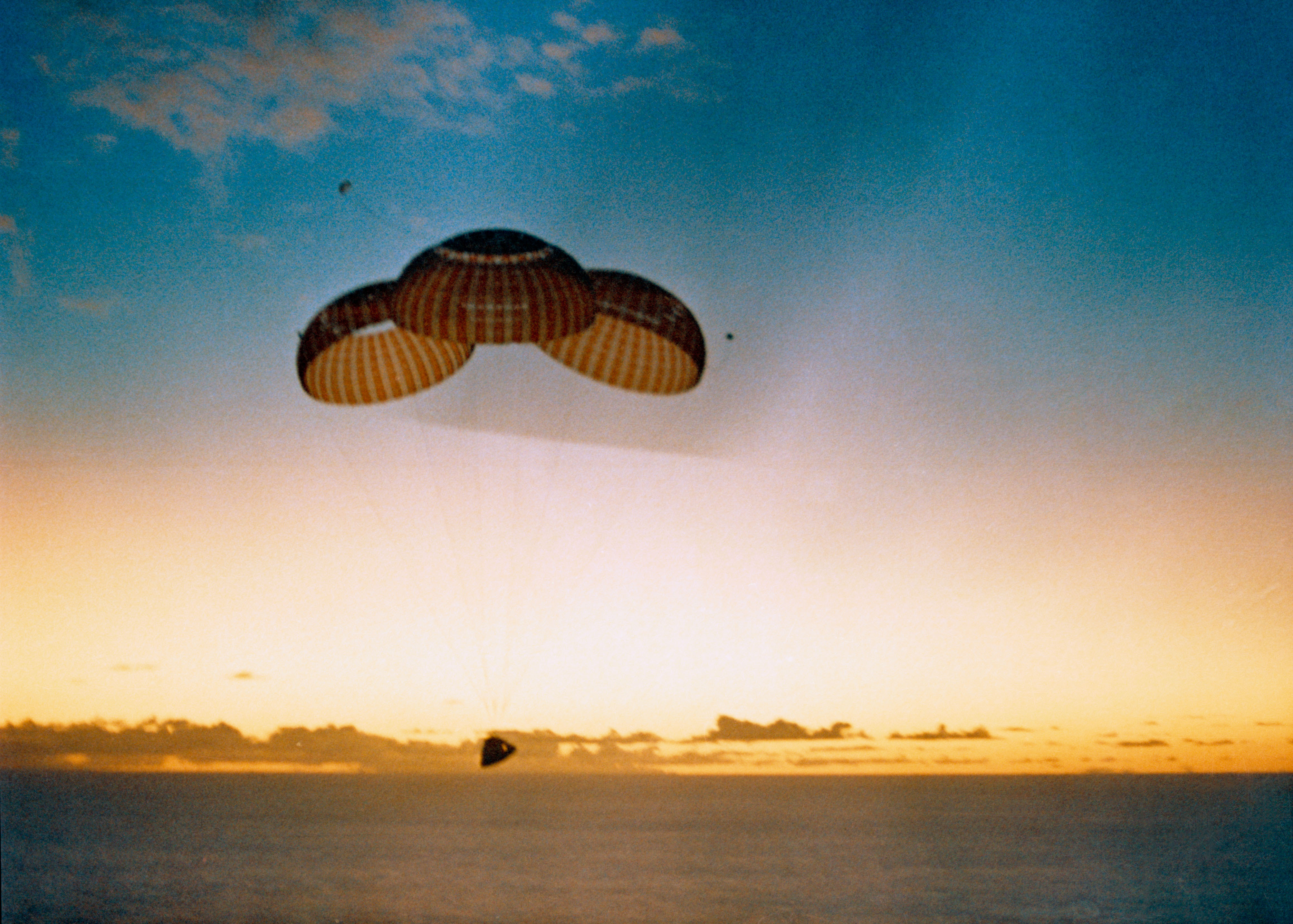
Az Apollo–10 leszállása a napfelkeltében a három egységből álló főernyő rendszerrel

A földi leszállást az Apollo parancsnoki egysége egy ejtőernyőrendszer segítségével teljesítette. Ezt a tervezők az elülső rekeszben helyezték el, amely elkülönült a kabintól, körülvette az átszálló alagutat (amely a holdkompba vezetett, illetve, amikor nem volt jelen holdkomp, akkor lezárták) és 4 db, 90 fokonként elválasztott alrekeszre volt bontva. A leszállórendszer, vagy ELS (Earth Landing System) két fékező, stabilizáló ernyőből, az azokat indító kivetőágyúból, a három főernyőből és az azokat kihúzó kisebb ernyőkből állt. Emellett része volt még a rendszernek három felfújható ballon is, amely abban az esetben aktiválódott, ha a vízre érést követően a kabin fejtetőre állt volna és vissza kellett fordítani. További részegységek voltak még a tengeri mentéshez szükséges kábel, egy festékpatron, amely a vizet festette meg a kabin körül, hogy a levegőből jobban észre lehessen venni a mentőegységeknek, valamint a búvárok bekötőkábele.
A rendszer része volt a kapszula formája és kialakítása is. Az űrhajó tömegközéppontja és a légierők támadáspontja kissé – nagyjából 30 cm-rel – eltért egymástól. Emiatt a légköri repülés során az űrhajó kissé instabillá vált, ezáltal viszont korlátozottan manőverezhetővé. Az eltérés egyrészt azt eredményezte, hogy az űrhajó süllyedés közben enyhén pörögni kezdett saját hossztengelye körül, másrészt felvett egy pozitív állásszöget, amelynek nyomán felhajtóerő lépett fel rajta. Ezen erők mentén az űrhajó a kormányfúvókákkal irányítható lett, valamint a felhajtóerő révén a süllyedése is szabályozható volt, így tehermentesítve a hővédő rendszert a leszállás egyes szakaszaiban – az űrhajó mintegy lépcsőzetesen süllyedt, előbb jobban, majd kissé emelkedett, ami közben lehűlhetett, majd ismét süllyedt –. Ezzel a technikával a hővédő rendszer tehermentesítése mellett viszonylagosan irányítható volt a kabin, amely elősegítette, hogy az űrhajósokra ható g-erők kisebbek legyenek, másrészt a kijelölt leszállási ponthoz minél közelebb lehessen kormányozni az űrhajót a tényleges vizet éréskor.
A leszállás során 7300 m magasan a felső hőpajzsot négy gázrugó segítségével leválasztották, hogy a stabilizáló ernyőket kibocsáthassák. Ezek 200 km/h körülire lassították az űrhajót. 3300 m magasan működésbe lépett a főernyő rendszer is: kibocsátották a kihúzó ernyőket, amelyek aztán kihúzták a helyükről a hatalmas, egyenként 25 méter átmérőjű főernyőket. Ezekkel az ereszkedő űrhajó sebessége 35 km/h-ra csökkent. Ezután megtörtént a vízre szállás és az űrhajó azon része, amely elérte a vizet, a hátsó rekeszbe épített aktív gyűrődő zónáknak köszönhetően elnyelte a becsapódás energiáját. A rendszer kialakítása olyan volt, hogy a háromból két ernyő használatával az űrhajó biztonságosan képes volt leszállni, a harmadik ernyő csak túlbiztosításként funkcionált (ahogy ez később az Apollo–15 esetén bizonyítást is nyert az egyik ernyő hibás nyitásával).

### Kormányrendszer
A parancsnoki űrhajó kormányrendszere 12 irányítófúvókából (kis rakétahajtóművekből) állt, amelyet elsősorban a légköri visszatéréskor alkalmaztak az űrhajó irányítására. Az egyes fúvókák 410 kN tolóerőt fejtettek ki. 12 fúvókából 10 a hátsó rekeszben, az űrhajó alján helyezkedett el, míg további kettő az elülső rekeszben, az űrhajó tetején. A kis rakétafúvókákat négy tartálynyi, összesen 120 kg monometilhidrazin hajtóanyag és nitrogén-tetroxid oxidálóanyag táplálta. A hajtóanyagtartályok nyomás alá helyezését pedig 0,5 kg hélium biztosította, amely 28,6 Mpa nyomást biztosított. A rendszert vagy egy startmegszakítás után, az ereszkedés, vagy normál üzemmódban a légköri visszatérés közben használhatták az űrhajósok, egészen 7300 m magasságig, amikor a megmaradt üzemanyagot és hajtóanyagot kiengedték a levegőbe, mivel a kormányrendszer addigra nem volt hatásos, illetve az ejtőernyőkön ereszkedő űrhajó már nem igényelt kormányzást. A hajtóanyag rendkívül mérgező volt, amely egy ízben, az utolsó repülésen kis híján végzetes balesetet okozott. A Szojuz–Apollo-program Apollo űrhajójának leszállásakor egy nyitva hagyott szellőző szelepen át a gáz beáramlott a kabinba, ahol súlyos rosszullétet okozott az űrhajósoknál és Brand, illetve Slayton kis híján megfulladtak, csak Stafford lélekjelenlétén múlott (aki legtávolabb ült a beáramlás helyétől), hogy időben felhelyezte társai arcára az oxigénmaszkot.

### Dokkolószerkezet
Az egész űrhajórendszer egyik kritikus részegysége volt a dokkolószerkezet. Erre azután lett szükség, hogy a NASA elfogadta a LOR koncepciót, azaz azt a metódust, amellyel egyszerre több űrhajót küldött a Holdhoz, hogy a felküldendő tömeggel takarékosabban lehessen bánni. A LOR koncepció több dokkolást is előirányzott egyetlen repülés során. Először, amikor az S-IVB holdirányra állította az űrhajórendszert (a parancsnoki űrhajót a rakétafokozat csúcsán, míg a holdkompot külön, a saját adapterébe ágyazva), a parancsnoki űrhajó levált a fokozatról és a helyzetváltoztatás, dokkolás és kihúzás manőver keretében a két Holdhoz repülő űrhajóegységnek össze kellett kapcsolódnia. Másodszor pedig már a Holdnál, amikor a holdfelszíni tevékenységet követően a Holdról felszálló holdkompnak ismét össze kellett kapcsolódnia a parancsnoki hajóval, hogy majd hazaindulhassanak a Földre.
Az Apollo-programban (és minden más, korai űrprogramban) használt dokkolószerkezet „nemi szereppel ellátott” ún. non-androgün rendszer volt, azaz a két összekapcsolni szánt űrhajón két különböző, egymásba illő dokkoló egység volt, amelyek kialakításuknál fogva apa-anya szerepet játszottak, amely szerepek nem voltak felcserélhetőek. Ennek megfelelően a parancsnoki űrhajó orrára egy szondát (rudat) szereltek, amely egy kúp alakú fogadó szerkezetbe csúszott a dokkoló manőver során, amely a holdkompra szerelt egység volt. A szonda kiereszthető és visszahúzható volt, a kieresztés során jöhetett létre az ún. lágy dokkolás, aztán a szonda visszahúzásával (és eközben reteszek működésbe lépésével) létre jöhetett a kemény dokkolás.

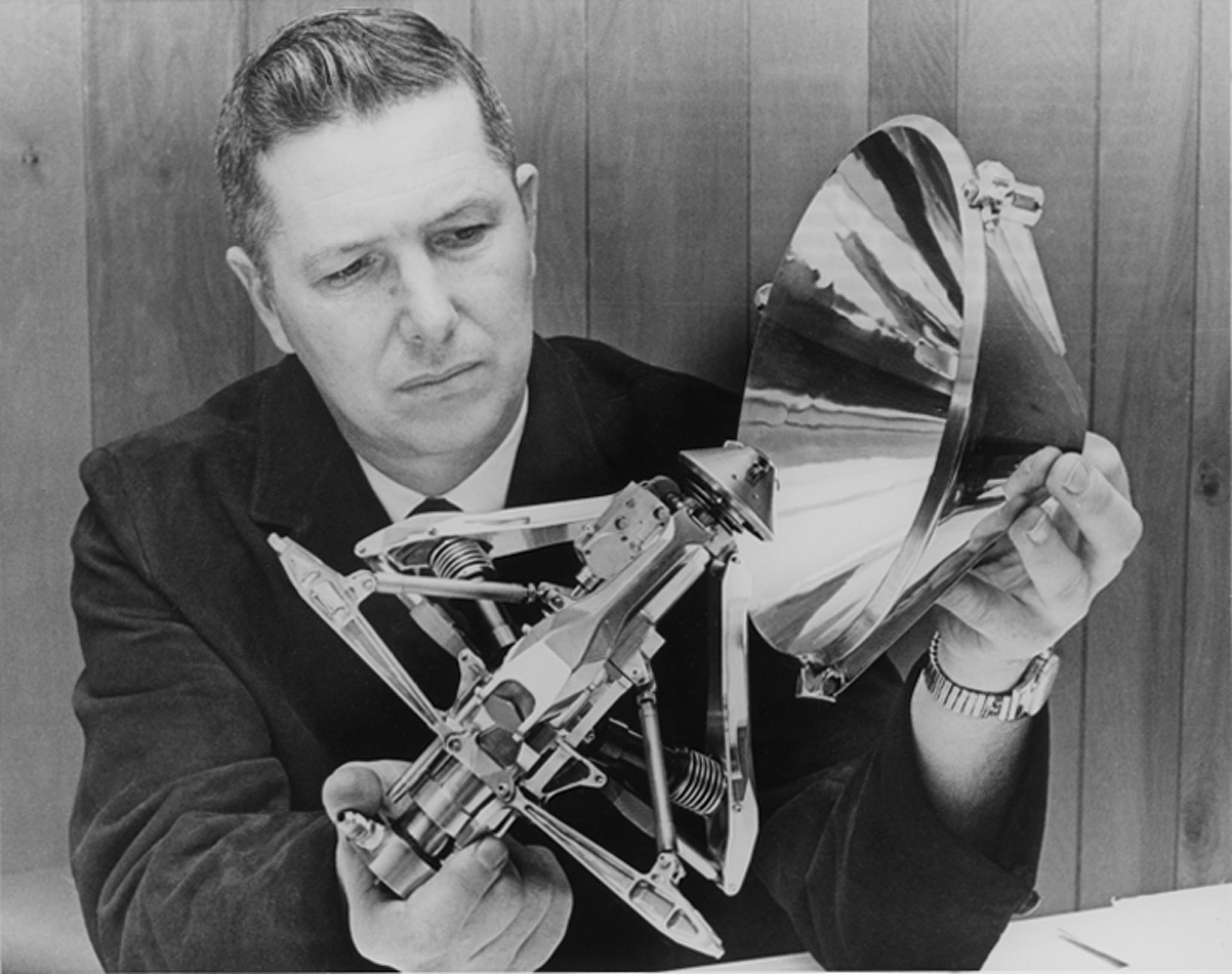
A dokkolószerkezet egységei, a szonda és a fogadókúp

A követelményrendszer szerint a dokkolószerkezetnek a következő funkciókkal kellett rendelkeznie:
- lehetővé kellett tennie a két űrjármű csatlakozását úgy, hogy elnyeli és csillapítja a dokkolás közben keletkező mozgásokat és mozgási energiát
- közös tengelyre vezérli a két űrhajót és együtt tartja őket csatlakoztatva
- szilárd kapcsolatot létesít a két jármű között és mégis alkalmasnak kell lennie, hogy a legénység egyetlen tagja működtesse
- képesnek kell lennie a két űrhajó szétválasztására, pirotechnikai töltetek segítségével
- másodlagos (tartalék) elektromos és egyéb kapcsolatot biztosít az áram és a pirotechnikai vezetékek számára

A dokkolószerkezetnek három fő funkciója volt:

#### Összekapcsolódás
A szerkezet szondája (dokkolórúdja) egy önközpontosító gimbalrendszerre volt rögzítve. Amikor a szonda feje elérte a fogadó szerkezet kúpját, három rugós reteszt aktivált, amely elkapta a szondát és megtartotta. Ez volt az ún. lágy dokkolási fázis, amely még lehetővé tette, hogy a két űrhajó bólintó és oldalirányú mozgást végezzen egymástól függetlenül. A kemény dokkoláshoz (a két űrhajó szilárd összekötéséhez) egy összenyomott rugójú elkapó berendezés aktiválódott és egy rugós orsó ugrott előre az anya szerepű szerkezetben, amely aztán szilárdan rögzítette a két részt egymáshoz. Ekkor a szonda feje becsúszott teljesen a 2,5 cm vastag, alumínium méhsejt szerkezetből álló fogadókúp belsejébe és működésbe hozta a fejet elkapó, végleges zárást végző reteszeket, amelyek végleg rögzítették zárt pozícióban a dokkolószerkezetet és a két űrhajó teljesen egybe forrt.

#### Összehúzás
A dokkolószerkezet két részének első kontaktusa és a két űrhajó stabilizálása után a szonda képes volt 4,4 kN erővel összehúzni a szerkezet két felét, ezzel a két űrhajót. Ezt az erőt egy gázgenerátor hozta létre a szondán belüli hengerben mozgó dugattyú segítségével. A dugattyú a szondát beszorította a fogadókúpba és ott aktivált 12 reteszt, amelyek a dokkológyűrű belső szélénél helyezkedtek el és a gyűrűt rögzítették. Ezzel létrejött a kemény dokkolás. Később a reteszeket az átjáró alagúton belül gy űrhajós képes volt oldani, hogy átszállhassanak és ehhez a dokkolószerkezetet eltávolítsák.

#### Szétválás
A dokkolószerkezet másik funkciója a szétválás volt, amelyre kétszer került sor egy holdexpedíció során, egyszer amikor a holdfelszínre távozó holdkomp és a parancsnoki egység elvált egymástól a leszállási előkészületek első lépéseként, majd másodszor, amikor a Holdról már visszatért holdkomp felszállófokozata előbb dokkolt, majd a hazaindulás előtt ismét leválasztották és jellemzően holdi becsapódási pályára vezérelték, hogy az űrhajósok által telepített ALSEP állomások mérjék a mesterséges becsapódás hatásait. Ehhez egy kibocsátó retesz szolgált, amely a szondát összehúzott állapotban tartotta a bedokkolást követően. A szétváláskor előbb az űrhajósoknak manuálisan oldani kellett a dokkológyűrű 12 reteszét, ekkor az átjáróban levő légnyomás ereje áttevődött a gyűrű reteszeiről a szonda egyetlen kibocsátó reteszére. Ekkor elektromos úton egy szolenoidot kellett egy kar elfordításával működésbe hozni, amely oldotta a reteszt és a légnyomás szétválasztotta a két űrhajót. Az utolsó szétválást követően a szondát és az elülső dokkológyűrűt lerobbantották egy piropatronnal, amely így a holdkomp dokkolóegységéhez rögzítetten maradt. Egy esetleges startmegszakítás esetén ugyanígy kellett volna eljárniuk az űrhajósoknak és a dokkolószerkezet az űrhajó védőborításával együtt vált volna le.

### Ajtók
Az Apollo parancsnoki egységbe két ajtót építettek be a North American mérnökei. Az egyik ajtó a csonkakúp csúcsán, előre felé nézett és a dokkoló alagútba (azon keresztül pedig a holdkompba) vezetett. Alakja kör volt, mérete pedig 76 cm és 36 kg-ot nyomott. Két gyűrűre épült, amelyek mechanikusak voltak és egy hegesztett réz méhsejt panelhez voltak rögzítve. A külső oldalára 13 mm szigetelés került, illetve egy alumínium fólia zárta le. Az ajtó hat helyen rögzült a helyére és egy nyitómechanizmussal lehetett kinyitni, miután a közepére szerelt szeleppel kiegyenlítették az űrhajó és az átjáró alagút közötti nyomáskülönbséget. A nyitás után egész egyszerűen kivehető volt és félretették a parancsnoki kabinban, amikor az átjárót akarták használni az űrhajósok.
A másik ajtó az űrhajó oldalán volt. Ezt a start előtti beszálláskor, illetve az óceánba csobbanáskor, a mentés során használták, illetve amennyiben űrsétára került sor a repülés során, az ezen keresztül történt. Ez az ajtó négyszögletes volt (lekerekített sarkokkal), méretét tekintve magassága 74 cm, szélessége 86 cm volt és 102 kg volt a tömege. Ezt az ajtót is egy fogantyúval lehetett nyitni, zárni, amely egy reteszrendszert mozgatott, amely 15 helyen zárt egyszerre és biztosította a légmentességet.

### Kabinbelső
Az űrhajó fő részegysége a központi légmentes szekció, a legénységi kabin volt. Ez egy 5,9 m3 hasznos belterületű légtér volt, amely a legénység elhelyezésén túl helyet adott a fő műszerfalnak, a legénység üléseinek, az irányító és navigációs rendszernek, az ellátmány tárolóinak, a létfenntartó rendszernek, a hulladékürítő rendszernek és az átjáró alagútnak.

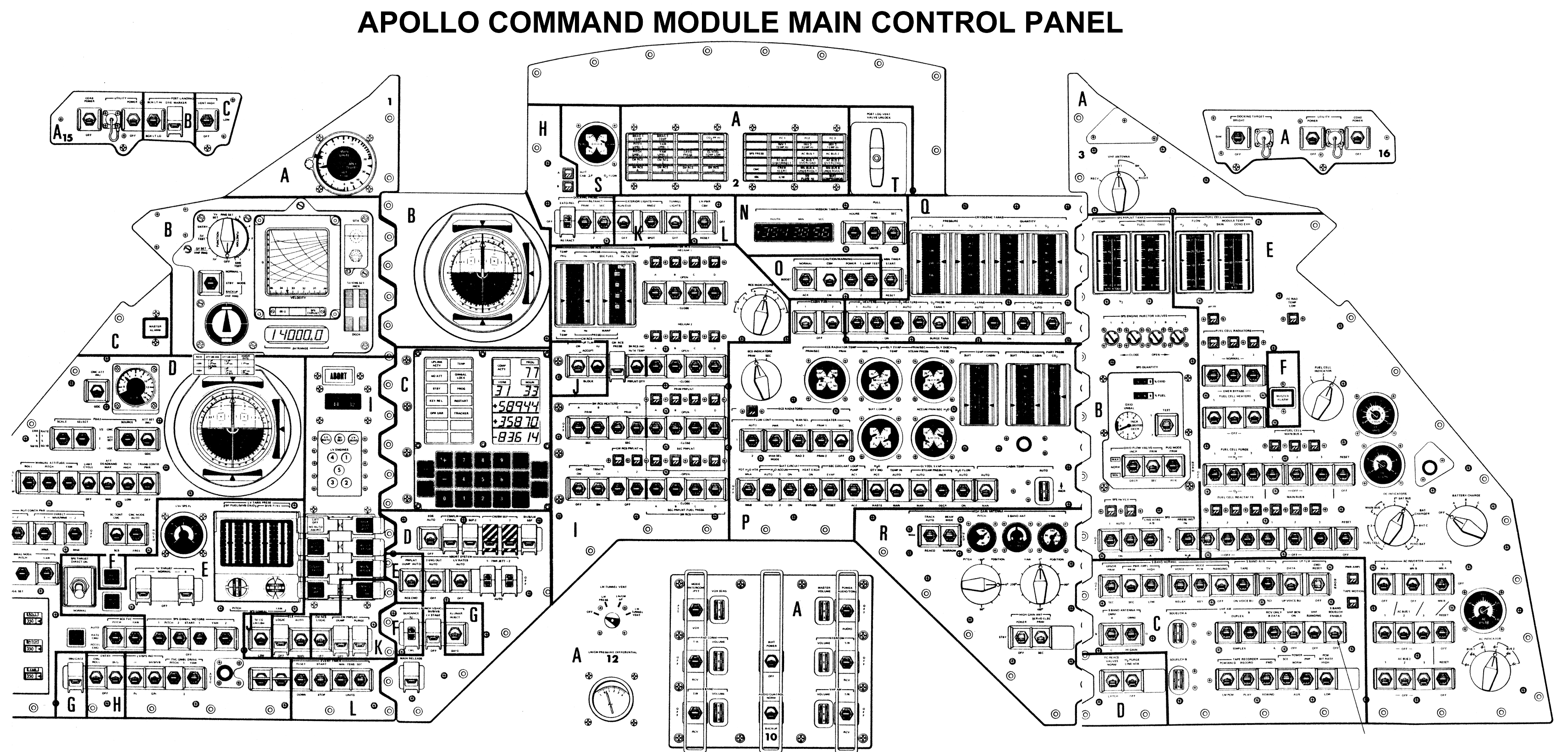
A műszerfal rajza

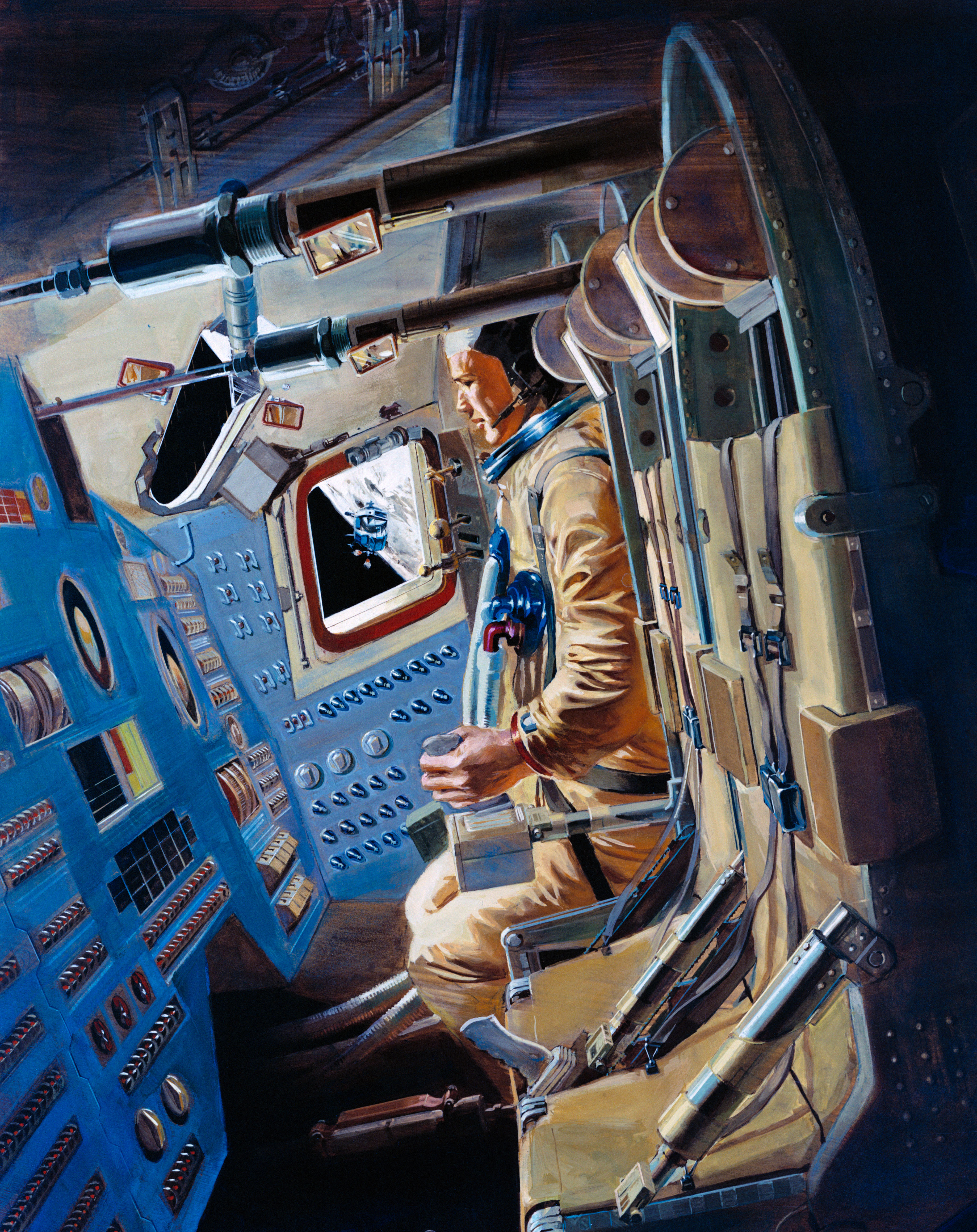
Egy grafika a kabinbelsőről

A kabin előterének (bár a súlytalanságban az olyan fogalmaknak, hogy előre, hátra, fel, le nem volt értelmezhető jelentése) domináns egysége a holdsarló alakú műszerfal volt. Ez egy 2,1 m széles, 90 cm magas egység volt, az egyes részei a legénység ráosztott feladataihoz volt igazítva. Bal oldalon a parancsnok által kezelt műszerek és irányító berendezések voltak elhelyezve, így a sebesség és magasság kijelzői, az elsődleges kormányszervek és a fő FDAI (Flight Director Attitude Control – Repülésvezető Irányítószervek). Középen a parancsnoki modul pilótája – mint a repülés navigátora – kezelőszervei voltak, így az irányító navigációs számítógép kezelői és kijelzői, a vészjelzők lámpái és a repülési időt kijelző óra, valamint az SPS (Service Propulsion System – A műszaki egység főhajtóműve), és a kormányfúvókák irányítószervei, illetve a létfenntartó rendszer kezelői. Jobb oldalon pedig a holdkomppilóta – aki egyfajta rendszermérnökként foglalt helyet az űrhajón – territóriuma volt, az üzemanyagcellák mérőműszereivel és kijelzőivel, valamint az áramelosztók és akkumulátorok műszereivel, illetve itt helyezkedtek el a kommunikációs eszközök kezelőszervei is.
A fő panel mellett, oldalt még további kezelőszervek voltak elhelyezve, így a baloldalon áram megszakítók, rádió szabályzók, és az SCS (Stabilisation and Control System) műszerei. A jobboldalon is árammegszakítók, illetve a tartalék rádiórendszer kezelőszervei, illetve a létfenntartó rendszer kapcsolói voltak. A műszerfalon összesen 24 műszer, 566 kapcsoló, 40 jelző és 71 fényjelző volt elhelyezve.
A műszerfal előtt helyezték el az űrhajósok három ülését. Az ülések üreges acélcső vázból, illetve az azokra feszített speciális Armalon szövetből – egy sűrű szövésű, tűzálló vászonból – készültek. Amikor az űrhajósok nem ültek bennük, különböző formációkban lehetett őket félrehajtani az útból: a két szélső ülés lábtartóját lehetett behajtani, míg a középső ülés ülő részét lehetett kicsatolni és félrehajtani, ezzel szabad járást engedve az ülések mögötti tároló részbe. Az ülések karfájára is kerültek irányító karok, két ülésre a kabin helyzetváltoztatását végző, egyre pedig a nem várt bizonytalan mozgások kiküszöbölésére szolgáló irányítókar került. Az előbbivel végezhette el a helyzetváltoztatás, dokkolás és kihúzás manővert jellemzően a parancsnoki egység pilótája a repülés elején, amikor a parancsnoki hajót összedokkolták a holdkomppal a holdirányú gyújtást követően és elváltak az S-IVB-től. Utóbbival pedig lényegében bármilyen irányváltoztatás végrehajtható volt, illetve ezzel lehetett vész esetén aktiválni a repülés megszakítás folyamatát (ez a parancsnok kezében volt). Az ülések úgy voltak elhelyezve, hogy a start során az űrhajósok fekvő helyzetben előre repüljenek.
A kabin tárolótere hat kisebb rekeszre volt bontva:
- alsó felszerelés tároló: ez a rekesz adott otthont az Irányító és Navigációs Számítógépnek, a helyzetmeghatározáshoz használt szextánsnak és távcsőnek, a tehetetlenségi navigáció mérőegységének, különböző kommunikációs jeladóknak, az orvosi felszerelésnek, egy audio rendszernek, egy S-sávú rádió erősítőnek,stb. Ez a rész volt az egyik legnagyobb tér az űrhajón belül, ahol az űrhajósok mozoghattak (ellentétben a Mercury és Gemini űrhajókkal, ahol lényegében egy ülésben ülve kellett eltölteni egy repülés hosszabb idejét – mintha egy autó első üléseinek megfelelő térbe lettek volna zárva –, itt jelentősebb tér volt az utazóknak, a közel 6 köbméteres térfogat egy kisebb szoba légterét jelentette, amelynél számításba kell venni, hogy míg egy szobában inkább csak a padlón élünk, itt a súlytalanság miatt akár a plafonig terjedt a kihasználható tér). Ebben a rekeszben volt beépítve egy plusz irányítókar az űrhajó térbeli helyzetének változtatásához, hogy a parancsnoki pilóta – egyben navigátor – a szextánssal és távcsővel végzett helyzetmeghatározásokhoz a megfelelő pozícióba forgassa az űrhajót.
- bal oldali elülső rekesz: itt helyezték el a repüléshez betárazott élelmiszereket, a kabin hőcserélőjét, az űrruhák légcsatlakozóit, az ivóvíz készleteket és a navigációs távcső okulárjait.
- jobb oldali elülső rekesz: ezen a részen kerültek elhelyezésre a leszállás utáni helyzetekre alkalmas túlélőkészletek tartói, az adattároló egységek, a nyomtatott repülési dokumentumok és más dokumentációk
- bal oldali belső rekesz: itt voltak a légzéshez használt oxigén tartályok, a vízszállító rendszer központja és csövei, további élelmiszerek, a kabin nyomás kiegyenlítő szelepek és az ECS (Environmental Control System – Életfenntartó rendszer) csomagokat (szűrőket, sugárzás dózismérőket, ruhákat, stb).
- jobb oldali belső rekesz: ebben helyezték el a biológiai kísérletek csomagjait, újabb készlet ételt és tisztálkodószereket és a hulladéktárolókat
- hátsó tároló rekesz: a legénység ülései alatt kapott helyet a 70 mm kamera felszerelése, az űrhajósok ruhái, a szerszámok, tárolózacskók, szén-dioxid elnyelők, a hálózsákok és a rögzítésükhöz szükséges pányvák, az űrruhák karbantartásához használt egységcsomagok és a biztonsági holdi minták tartódobozai.[9]

A parancsnoki egységen öt ablakot építettek be. A két oldalablak volt a legnagyobb, a maga 330 mm-es négyzetalakjával, továbbá két háromszögletű, 200x330 milliméteres ablak nézett előre, amelyeket a dokkolásokhoz való kilátáshoz használtak. Az ajtón is volt egy kerek, 270 mm átmérőjű ablak, amelyen át a középső ülésből lehetett kilátni. Mindegyik ablak három vastag réteg üvegből tevődött össze. A két belső réteg aluminoszilikátból készült és része volt a hajó légmentes burkolatának, az olvasztott szilikátból készült külső réteg részben a hőpajzs részeként, részben mikrometeorit pajzsként is funkcionált. Mindegyik réteget elláttak valamilyen visszaverő bevonattal is.

## Műszaki egység (SM)
A műszaki egység még a Mercury-programból eredő felismerésből született: a Mercury űrhajó minden rendszerét a kabinban zsúfolták össze és így az egyes rendszerek karbantartása, beszabályozása rémálomnak bizonyult. Ebből a felismerésből táplálkozva az egyes, a kabinban nélkülözhető rendszereket leválasztották és már a Gemini űrhajóban egy külön egységbe szervezték ki, amely koncepció végül kiválóra vizsgázott. Ezt a koncepciót vitték tovább az Apollo űrhajóban is, így egy sor rendszer itt is a voltaképpeni űrhajótól elkülönülten került beszerelésre egy külön, leválasztható egységben.

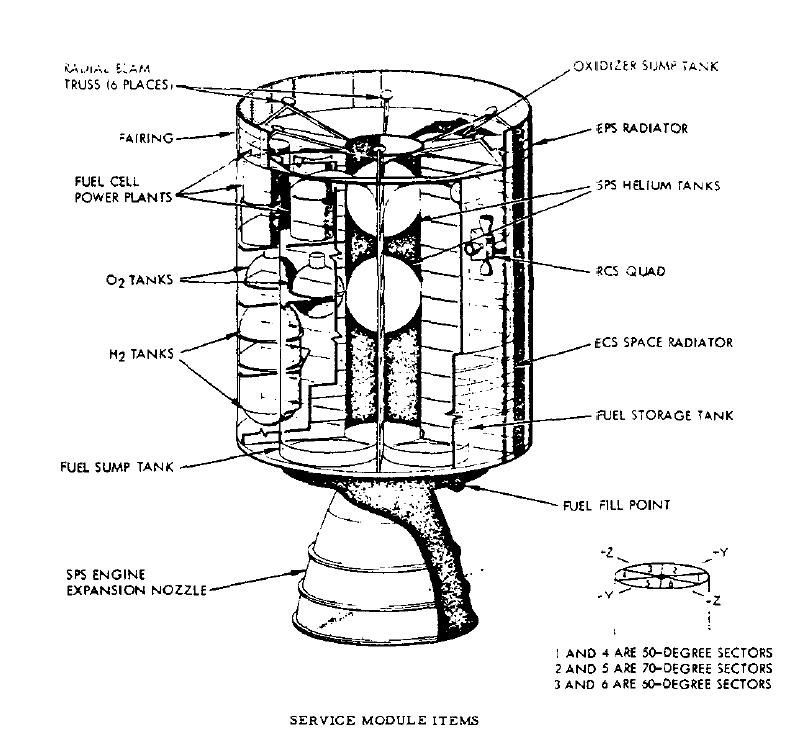
A műszaki egység metszeti rajza

Az egység maga egy 7,49 méter magas és 3,91 méter átmérőjű henger alakú szerkezet volt. Legbelül húzódott végig a hengerben egy 1,1 méteres belső alagút, amelyet 6 szektorra osztott külső tér vett körül. A szerkezet tetején egy zárólemez helyezkedett el, amelyet egy külön burkolat borított. A szigetelést 6 sugárirányú gerenda szakította meg, amelyeket kívül méhsejt panelek fedtek, alul pedig szintén egy zárólemez zárta le a teret, illetve még a hajtómű hőpajzsa is borított. A szektorok nem voltak teljesen egyforma méretűek, hanem a funkciónak megfelelően változott a nagyságuk:
- 1-es szektor (50°): az első űrhajókon ez kihasználatlan tér volt, csak ballaszttal töltötték meg, hogy fenntartsák az egység súlyelosztását. A három utolsó repülésen (J típusú repülések) ezt a teret használták fel a Hold körüli keringésből végzett megfigyelésekhez szánt eszközök, a SIM-rekesz elhelyezésére. Itt kapott helyet egy Itek 610 mm fókusztávolságú fényképezőgép, amelyet eredetileg a Lockheed U–2 és az SR–71 felderítő repülőgépek számára fejlesztettek Ezzel a géppel fényképezték le a holdfelszínt, illetve amennyiben az S–IVB esetleges hibája miatt nem sikerült volna elhagyni a Föld körüli pályát, akkor holdfelszín fotókat készítettek volna velük. A SIM további érzékelőket, az adattároláshoz szükséges adatrögzítőket és kazettákat tartalmazott (amely utóbbiakat a hazafelé úton egy űrsétával kellett begyűjtenie az egyik űrhajósnak), valamint itt helyeztek el egy kis műholdat, amelyet a Hold körül keringve állítottak pályára az űrhajósok.
- 2-es szektor (70°): ebben a térben kapott helyet az SPS hajtómű oxidálóanyag szabályozó tartálya (közvetlenül ez táplálta a hajtóművet, ez mindig tele volt, amelyet egy külön tartályból tápláltak, amíg az ki nem fogyott). A szabályozó tartály henger alakú volt, az alján és a tetején félkör alakú lezárásokkal, méretét tekintve pedig 3,91 méter magas és 1,3 méter átmérőjű volt és 6315 kg oxidálószert fogadott magába, amelynek teljes térfogata 4,6 m3) volt.
- 3-as szektor (60°): a 2-essel szomszédos térben helyezték el az SPS hajtómű fő oxidálótartályát, amely a szabályozó tartály táplálta. Ez kissé kisebb méretű – 3,924 méter magas és 1,1 méter átmérőjű – volt és kisebb befogadóképességgel – 5118 kg – rendelkezett.
- 4-es szektor (50°): ez a szektor tartalmazta az elektromos rendszer táplálását végző üzemanyagcellákat, beleértve a működéshez szükséges hidrogén és oxigén tartályait is.
- 5-ös szektor (70°): az oxidálószer rendszerhez hasonlóan itt helyezték el az SPS hajtómű üzemanyag szabályozó tartályát is, amely azonos méretű volt az oxidálószerével, csak a hajtóanyag más fajsúlya miatt ez 3950 kg folyadékot fogadott magába.
- 6-os szektor (60°): végül szintén az oxidálórendszerrel megegyezően az SPS hajtóanyagtartálya is ebben a külön rekeszben kapott helyet, ugyanúgy azonos méretben, 3201 kg befogadó képesség mellett.[10]

A felső zárólemez és a külön burkolat között egy 860 mm-es tér volt, amelyben a kormányfúvókák vezérlő számítógépét és egy tolóerő elosztó egység, valamint az elektromos rendszer (ECS) vezérlője, elválasztó vezérlés és a szélessávú antenna kiegészítő berendezései kaptak helyet. Továbbá ide szereltek be 8 db EPS hőcserélőt és a parancsnoki egység áram és folyadékellátásának fő bekötéseit is. A burkolat külső oldalán felszereltek még egy behúzható, előre vetítő reflektort is, majd egy űrsétánál használatos világítást, amely a parancsnoki egység pilótáját segítette az űrséta során a filmkazetták begyűjtésekor, valamint a felszerelés része volt még egy randevúkhoz való villanófény lámpa is, amely a holdkomppal végzett randevú során segítette a navigációt és kb. 100 km távolságból is látható volt a fénye.
A műszaki egység három előfeszített kötéssel és hat további összenyomható kapcsolódási ponttal volt a parancsnoki egységhez kötve. Az előfeszített kötések rozsdamentes acél pántokkal voltak a parancsnoki egység fő hőpajzsához kötve, amelyek a repülés nagy részében egymáshoz rögzítették a két űrhajó részegységet. A légköri visszatérés előtt ezeket a kapcsolatokat piropatronokkal feloldották. A szétváláskor egy szintén piropatronokkal aktivált guillotine elvágta a két részegységet egymáshoz kötő elektromos vezetékeket és más csövezést, hogy a két egység szabadon repülhessen tovább egymástól függetlenül. A leválasztást követően a műszaki egység kormányfúvókái automatikusan beindultak, hogy távol vigyék az egységet a leszállni készülő parancsnoki modultól, egészen addig működve, amíg a megmaradt hajtóanyag kifogyott. Ez azt is biztosította, hogy a műszaki egység más pályán, hamarabb a légkörbe lépjen és ott elégjen.

### Műszaki egység meghajtó rendszer (SPS – Service Propulsion System)

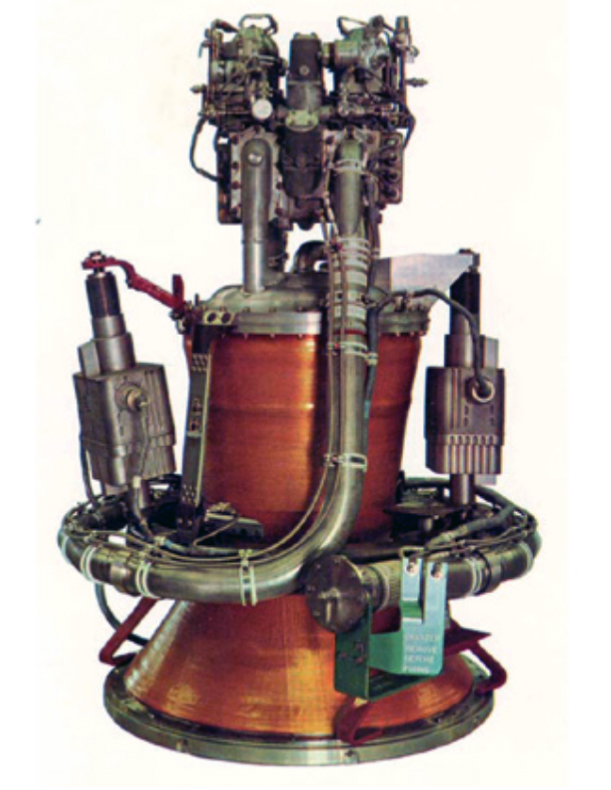
Az SPS hajtómű égéstere

A mérnökök az Aerojet AJ10-327 típusú rakétahajtóművét választották a holdűrhajó főhajtóművének. A tervek szerint ennek a hajtóműnek a feladata volt, hogy a Holdhoz érkezvén az égitest körüli pályára lassítsa az űrhajót, illetve a holdi műveletek befejeztével kigyorsítsa azt onnan és Föld irányú pályára állítsa. Emellett olyan részfeladatok is erre a hajtóműre hárultak, mint a holdközi térségben a pályakorrekciós manőverekhez szükséges tolóerő előállítása, illetve a nem a Holdhoz, hanem csak Föld körüli pályán vezetett tesztrepülések során az űrhajó leszálláshoz való lassítása.
A hajtómű Aeorizin 50 – hidrazin és aszimmetrikus dimetilhidrazin keveréke – hajtóanyaggal és dinitrogén-tetroxid oxidálóanyaggal működő folyékony hajtóanyagú rakétahajtómű volt. A kiválasztásánál fő szempont volt a lehető legegyszerűbb működés és a megbízhatóság, mivel kulcsfontosságú részegység volt az egész holdra szállási koncepción belül, ha véletlenül valamilyen meghibásodás lépett fel, az könnyen halálra ítélhette a holdutazókat. Az egyszerűség és megbízhatóság fő alapelem volt, hogy nagyon kevés alkatrészből épült fel és a hajtóanyag illetve az oxidálóanyag ún. hipergol tulajdonságú volt, azaz a két komponens elegyítésekor nem volt szükség semmilyen gyújtásra, a keverék öngyulladó volt és ez automatikusan biztosította a hajtómű beindulását. Ez alól az elv alól egyetlen kivétel volt, az Apollo–13 repülésen, amelyen az oxigéntartály robbanása miatt meghibásodott az űrhajó és mivel a hajtóanyag és az oxidálóanyag szelepei elektromos működésűek voltak és a robbanás miatt az üzemanyagcellák éppen elektromos áram termelésére nem voltak alkalmasak, a hajtóművet is rossznak tekintették és végül a vésztartalékká előlépett holdkomp hajtóművét használták, hogy kiváltsák az SPS-t.
A hajtómű 91 kN tolóerőt állított elő, amely éppen a kétszerese volt a megkívánt teljesítménynek (ez még onnan eredt, hogy eredetileg a direkt leszállás koncepciója szerint ezzel a hajtóművel kellett volna felszállnia az űrhajónak a Holdról), ám a koncepcióváltás miatt erre nem volt ténylegesen szükség, de megmaradtak inkább a teljesítménytartaléknál, mintsem, hogy leváltsák a hajtóművet egy másik, kisebbre. A szerződést 1962 áprilisában kötötték meg az Aerojet-General céggel, miközben a direkt leszállásról a LOR-koncepcióra váltás csak 1962 júliusában történt meg.
A hajtóművet kiegészítő rendszer volt egy héliumtúlnyomást biztosító rendszer, amely 25 MPa túlnyomással kényszerítette a hajtóanyagot az égéstérbe. Ehhez két 1 méter átmérőjű tartályban 1,11 m³ héliumot vitt magával az űrhajó. A meghajtást egy hatalmas, 3,9 m hosszú és 2,5 méter legnagyobb átmérőjű hajtómű harang biztosította, amelyet gimbal rendszerre erősítettek, így a hajtómű gázsugara eltéríthető volt. A hajtómű harang felett helyezkedett el az égéstér és a túlnyomást biztosító tartályok a központi alagútban.

### Kormányrendszer (RCS – Reaction Control System)

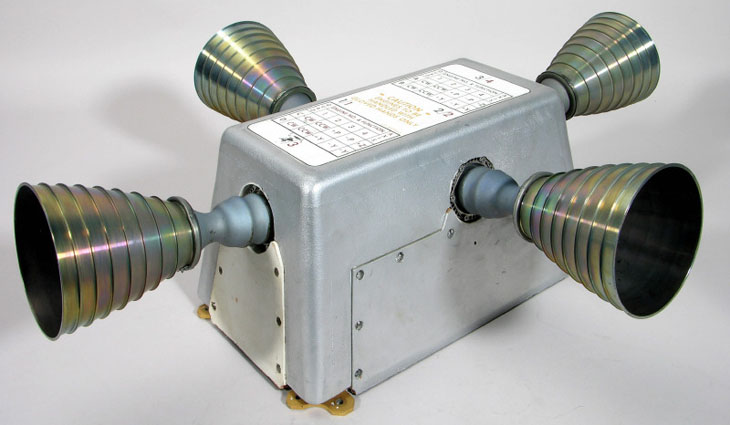
A holdűrhajó kormányfúvókái, az RCS

Az űrhajók térbeli helyzetének megváltoztatását a hatás-ellenhatás elvét használó berendezésekkel szokás megoldani, ezért a műszaki egység is ilyen, rakétafúvókákkal működő rendszert kapott. Ezeket a fúvókákat négyesével fogták egy egységbe és az űrhajótest hengerpalástján 90°-onként helyezték el, így a tizenhat fúvóka a tér bármely irányába képes volt mozdítani az űrhajót bólintó, legyező irányban, vagy akár a saját hossztengelye körül forgatva. a kiválasztott egységek a Marquardt Corporation műhelyéből kerültek ki, az R–4D jelet kapták. Mindegyik fúvóka 440 N tolóerővel volt képes hatást kifejteni és monometilhidrazin hajtóanyagot, valamint nitrogén tetroxid oxidálóanyagot használt. Az egységek egy igen kompakt csomagot képeztek beszereléshez: 2,44x0,91 méteres külső mérettel rendelkeztek, amelyben saját üzemanyag és oxidálóanyag tartályaik, hélium túlnyomásos tartályaik és a kapcsolódó szelepek és regulátorok is elfértek.
A rakétafúvóka csokrok hasonlóan épültek fel, mint a főhajtómű. Mindegyikben volt egy elsődleges és egy másodlagos üzemanyag, illetve oxidálóanyag tartály – előbbi rendszer 31,3 ill. 20,5 kg töltőtömeggel, utóbbi pedig 62,5 kg, ill. 40,5 kg befogadóképességgel –. Valamint ezt a rendszert is héliummal helyezték nyomás alá, amelyből egyetlen tartályban 0,61 kg-ot vittek magukkal. Érdekesség volt, hogy a nyomás alá helyezést egy teflon tömlővel oldották meg, amely elválasztotta egymástól a hajtóanyagot és a héliumot.
A rendszer sajátossága volt, hogy minden rendszer lényegében duplikált volt, mivel az űrhajó biztonságos helyzetváltoztatásához két RCS csomag is elegendő volt, a négy kétszeres túlbiztosítást jelentett. További érdekesség volt, hogy főként a tervezési idővel való spórolásként a holdkomp is ugyanezt a rendszert kapta meg.

### Elektromos rendszer (EPS – Electrical Power System)

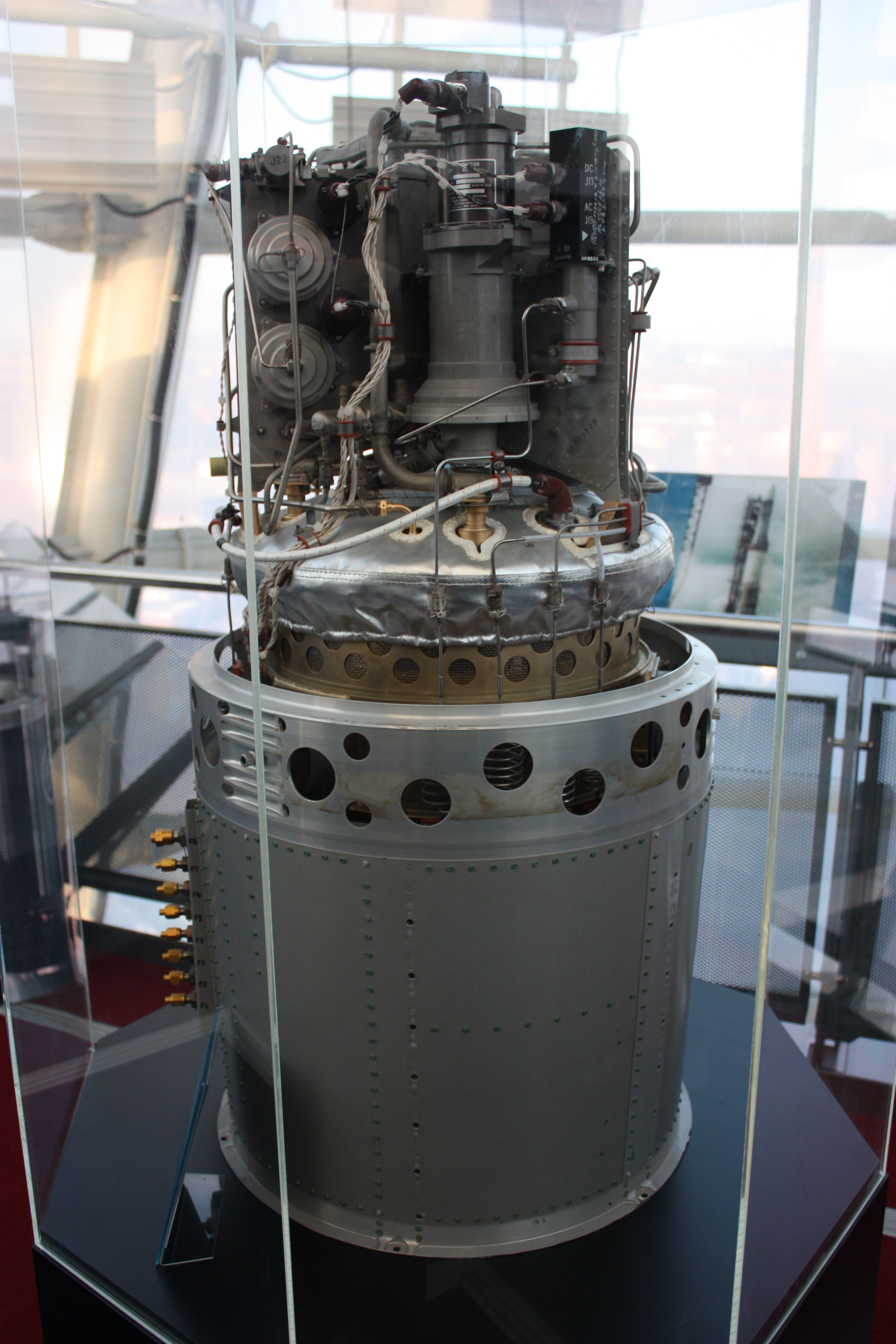
Az Apollo űrhajókhoz használt üzemanyagcella immár kiállítási tárgyként

Az elektromos rendszerhez a Gemini-programban kipróbált és ott bevált üzemanyagcellás megoldást választották a mérnökök. A rendszerben hidrogént és oxigént elegyítettek, amelynek során elektromos áram termelődött, melléktermékként pedig ivóvizet is előállítottak. Az Apollo űrhajóban összesen három cellát alkalmaztak. A cellák 1,1 méter magasak és 0,56 méter átmérőjűek voltak és 111 kg-ot nyomtak, az ellátásukról pedig 0,8 méter átmérőjű cseppfolyós hidrogén és 0,66 méter átmérőjű cseppfolyós oxigéntartályok gondoskodtak. A hidrogéntöltet 13 kg-ot, az oxigénellátmány 148 kg-ot nyomott (utóbbiból táplálták a létfenntartó rendszert is belélegezhető gázzal).
Mindegyik energia termelő egység 400 és 1420 watt közötti teljesítmény leadására volt képes. Ehhez három üzemmód párosult: csúcs, átlag és minimum üzemmódok. A csúcsüzemmódra relatíve rövid időszakokban volt szükség, általában a delta–V manőverek, azaz gyorsítások fázisában, míg a legnagyobb részt az átlagos felhasználás fázisa töltötte ki, illetve főként azokban az időszakokban, amikor Newton törvényeire támaszkodva sodródott az űrhajó volt érvényes a minimum felhasználás és az ahhoz kapcsolódó minimum üzemmód. Az egységek 115 voltos egyenáramot termeltek, amelyeket inverterek alakítottak váltakozó árammá, 1250 voltamper legmagasabb értéken. A termelődő többletáram tárolására öt darab ezüstoxid-cink akkumulátort használtak. A váltakozó áramot aztán két független áramelosztón, „buszon” keresztül osztották szét a fogyasztók között.
Az Apollo–13 repülésen éppen az EPS rendszer meghibásodása okozta a fő problémát: az oxigéntartályba épített ventilátor (amely a súlytalanságban máshogy viselkedő és így mérési problémát okozó gáz összekeverésére szolgált – vezetékezése megsérült, zárlatot okozott, így túlmelegedve olyan mértékben növelte a gáztöltet nyomását, hogy a tartály felrobbant, így elvonva az üzemanyagcella működéséhez szükséges anyagot. A problémát a holdkomp készleteinek és eszközeinek felélésével hidalták át, természetesen elvetve a repülés elsődleges célját, a holdi leszállást. Az Apollo–13 hibáján okulva az Apollo–14-től kezdve átalakították a rendszert. Egyrészt kiküszöbölték a ventilátor meghibásodásához vezető hibát, másrészt egy 400 Ah-ás tartalék akkumulátort építettek be, amelyet vészhelyzet esetén használhattak volna az űrhajósok.

### Létfenntartó rendszer (ECS – Environmental Controls System)
A létfenntartó rendszer három területen biztosított ellátást az űrhajósoknak:
- Belélegezhető atmoszféra: a parancsnoki kabinban alacsony nyomású (34 kPa) – az egyezményes földi tengerszinti 101,325 kPa átlagnyomás harmada – tiszta oxigén légkört tartottak fenn. A csökkentett nyomásra a kabin falaira nehezedő belső nyomás csökkentése miatt volt szükség, hogy gyengébb szerkezetet, ezzel párhuzamosan kisebb tömeget lehessen elérni. A nyomást ugyanabból a tartályból biztosították, amelyben az elektromos rendszer (EPS) üzemanyagcelláit táplálták. Ugyanez a rendszer biztosította, hogy egy esetleges űrséta miatti kihermetizálás után újra fel lehessen tölteni a kabint, illetve egy meteortalálat esetén egy maximum kb. 30x30 centiméteres lyukon távozó gázt pótolni lehessen addig, ameddig az űrhajósok felveszik az űrruhájukat és a sisakokat. Kihermetizált kabin esetén szintén ugyanez a rendszer biztosította az űrhajósok számára a belélegezhető oxigént, amelyet az űrhajó műszerfalába épített csatlakozókon és csöveken át juttattak el az űrruhákba.
- Ivóvízellátás: a repülések során az ivóvizet az üzemanyagcellák termelték melléktermékként. Az így képződő vizet a műszaki egységben egy tartályban gyűjtötték és onnan vezették csöveken át a parancsnoki egységbe, ahol aztán az űrhajósok felhasználhatták, vagy közvetlenül ivás céljára, vagy pedig a legtöbb esetben a szárított formában biztosított élelmiszerek újrahidratálására.
- Hőmérséklet biztosítása: az űrkabinban viszonylag állandó, 21 °C hőmérsékletet biztosított a rendszer, amelyet hűtéssel állítottak elő (a kabin berendezései, vagy az űrhajósok termelték a hőt, valamint a Nap folyamatosan melegítette az űrhajó külső falait, amelyet hőkiegyenlítő forgással osztottak szét, de az ablakokon besütő napfény is melegítette a kabin légkörét). A keletkező felesleges hőt víz és etilénglikol keveréke hűtőközeggel szállították el csöveken át több, összesen 2,8 m² felületű hőcserélőkbe, amely a külső fal alsó részén volt beépítve a műszaki egység 2-es, 3-as, 5-ös és 6-os szektorában.

### Kommunikációs rendszer
A parancsnoki űrhajót kétféle irányú kommunikációra készítették fel. Az egyik a CSM és az LM közötti rövidtávú kapcsolattartás volt, amelyet VHF hullámhosszon és ahhoz rendszeresítve két antennával oldottak meg, amelyeket a létfenntartó rendszer (ECS) hőcserélői mellé építettek be a műszaki egység külső oldalára.
A másik irányú kommunikáció, a hosszútávú kapcsolattartás volt, jellemzően a Földdel. Ez az ún. S-sávon történt és ehhez egy széles sávú antennarendszert szereltek fel. A szélessávú antennarendszer négy darab 79 centiméter átmérőjű tányérantennából és egy négyszügletes, 28 centiméter oldalhosszúságú reflektorból állt, amelyet az űrhajó alsó részére szereltek. A felbocsátáskor ezt behajtották és a főhajtóművel párhuzamosan állt és a holdkomp adapterbe nyúlt be, majd amikor az űrhajó levált az S–IVB-ről, az antennákat kihajtották és így már szöget zárt be az űrhajó palástjával (vagy hossztengelyével). Az antennákat akkor lehetett használni, amikor az űrhajó olyan térbeli helyzetbe került, hogy az antennák a Föld felé néztek (idelenn a Földön pedig három óriási rádióantennával, a NASA Deep Space Network hálózatának goldstone-i madridi és canberrai követőállomásaival fogták a rádiójeleket).

## Legyártott Apollo parancsnoki és műszaki egységek
| Gyári szám | Név            | Felhasználás | Startdátum | Jelenleg megtalálható |
| Block I    | Block I        | Block I | Block I | Block I |
| ---------- | -------------- | --- | --- | --- |
| CSM-001    |                | Rendszerkompatibilitást felmérő tesztűrhajó | Rendszerkompatibilitást felmérő tesztűrhajó | Összetört |
| CSM-002    |                | A-004 repülés | 1966. január 20. | Parancsnoki egység a Cradle of Aviation, Long Island, kiállításán kiállítva |
| CSM-004    |                | Szerkezeti és hőtani földi teszt | Szerkezeti és hőtani földi teszt | Összetört |
| CSM-006    |                | A keringő űrszemét becsapódott törmelékeinek eltávolítási tesztjének bemutatása | A keringő űrszemét becsapódott törmelékeinek eltávolítási tesztjének bemutatása | A parancsnoki egység összetört; a műszaki egység (SM–10 jellel újra jelölve) az U.S. Space & Rocket Center, Huntsville, Alabama kiállításán |
| CSM-007    |                | Különböző tesztek, köztük akusztikus vibrációs próbák és ejtőtesztek, valamint vízi mentési próbák. A CM-t átépítették Block II szabvány szerint. Később a Skylab-program számára végeztek rajta teszteket a McKinley Climatic Laboratory területén, az Eglin Légibázison, Floridában, 1971–1973 között. | Különböző tesztek, köztük akusztikus vibrációs próbák és ejtőtesztek, valamint vízi mentési próbák. A CM-t átépítették Block II szabvány szerint. Később a Skylab-program számára végeztek rajta teszteket a McKinley Climatic Laboratory területén, az Eglin Légibázison, Floridában, 1971–1973 között. | A parancsnoki modul kiállítási tárgy a Museum of Flight-ban, Seattle-ben, |
| CSM-008    |                | Teljes rendszertesztre használt űrhajó, amelyet a NASA vákuumkamrájában végeztek | Teljes rendszertesztre használt űrhajó, amelyet a NASA vákuumkamrájában végeztek | Összetört |
| CSM-009    |                | AS-201 repülés és leszállási teszt | 1966. február 26. | A parancsnoki modul kiállítási tárgy a Strategic Air and Space Museum kiállításán, a Offutt Air Force Base mellett Ashlandben |
| CSM-010    |                | Hőáramlási teszt (a parancsnoki egységet később átnevezték CM-004A/BP-27-ra egy dinamikus teszthez ; a műszaki egységet sohasem építették össze | Hőáramlási teszt (a parancsnoki egységet később átnevezték CM-004A/BP-27-ra egy dinamikus teszthez ; a műszaki egységet sohasem építették össze | A parancsnoki egységet kiállították a U.S. Space & Rocket Centerben, Huntsville-ben |
| CSM-011    |                | AS-202 repülés | 1966. augusztus 25. | A parancsnoki modul a USS Hornet múzeumban került kiállításra a korábbi Naval Air Station Alameda, Kaliforniában |
| CSM-012    |                | Apollo 1; A parancsnoki egység komolyan megsérült az Apollo–1 tűzesetében | Apollo 1; A parancsnoki egység komolyan megsérült az Apollo–1 tűzesetében | A parancsnoki egységet a Langley Kutatóközpontban, Hamptonban tárolják; a kabinajtót pedig a Kennedy Űrközpontban állították ki; a műszaki egység összetört |
| CSM-014    |                | A parancsnoki egységet szétszerelték az Apollo–1 baleseti kivizsgálásához. A műszaki egységet (SM-014) az Apollo–6 repülésen használták fel. A parancsnoki egységet (CM-014) később átalakították és földi tesztekhez használták (CM-014A jelöléssel).                                                   | A parancsnoki egységet szétszerelték az Apollo–1 baleseti kivizsgálásához. A műszaki egységet (SM-014) az Apollo–6 repülésen használták fel. A parancsnoki egységet (CM-014) később átalakították és földi tesztekhez használták (CM-014A jelöléssel).                                                   | Összetört 1977 májusában. |
| CSM-017    |                | A CM-017 az Apollo–4-en repült az SM-020 műszaki egységre szerelve, miután az SM-017 összetört egy üzemanyagtartály robbanásban egy földi teszt során. | 1967. november 9. | A parancsnoki egység kiállítási tárgy a Stennis Space Centerben, Bay St. Louisban |
| CSM-020    |                | A CM-020 az Apollo–6-on repült az SM-014-re szerelve. | 1968. Április 4. | A parancsnoki egység a Fernbank Science Centerben van kiállítva, Atlantában |
| Block II   |                | | | |
| CSM-098    | 2TV-1          | Vákuumteszt (Block II Thermal Vacuum no.1) során került felhasználásra | Vákuumteszt (Block II Thermal Vacuum no.1) során került felhasználásra | A CSM kiállítási tárgy az Российская академия наук Музей gyűjteményében, Moszkvában a Szojuz–Apollo-program kiállítási anyagának részeként. |
| CM-099     | 2S-1           | Skylab legénységi csatlakoztatási teszt; impact tests | Skylab legénységi csatlakoztatási teszt; impact tests | Összetört |
| CSM-100    | 2S-2           | Statikus szerkezeti csatlakoztatási teszt | Statikus szerkezeti csatlakoztatási teszt | A parancsnoki egységet átadták a Smithsonian Intézetnek kiállítási tárgyként, a műszaki egységet pedig a New Mexico Museum of Space Historyban állították ki                                                                                                   |
| CSM-101    |                | Apollo–7 | 1968. Október 11. | A parancsnoki modul a National Museum of Science and Technology kiállításán szerepelt, Ottawában, 1974–2004 között, jelenleg pedig a Frontiers of Flight Museumban kölcsönben van kiállítási tárgyként                                                         |
| CSM-102    |                | 34-es indítóállás kipróbálási teszt | 34-es indítóállás kipróbálási teszt | A parancsnoki egység összetört; a műszaki egység pedig a JSC szabadtéri kiállításán szerepel egy Little Joe II rakétán a kiállítás Rocket Park részén a Boiler Plate 22 jelű parancsnoki egységgel.                                                            |
| CSM-103    |                | Apollo–8 | 1968. december 21. | A parancsnoki egység a Museum of Science and Industry kiállításán szerepel Chicagóban |
| CSM-104    | Gumdrop        | Apollo–9 | 1969. március 3. | A parancsnoki egység San Diegóban a Air and Space Museumban van kiállítva |
| CSM-105    |                | akusztikus teszt | akusztikus teszt | A National Air and Space Museumban, Washington, D.C.-ben került kiállításra a Szojuz–Apollo-program kiállítás részeként (Photo) |
| CSM-106    | Charlie Brown  | Apollo–10 | 1969. május 18. | A parancsnoki egység a Science Museum, London kiállításán szerepel |
| CSM-107    | Columbia       | Apollo–11 | 1969. július 16. | A parancsnoki egység a National Air and Space Museumban, Washington, D.C.-ben van kiállítva |
| CSM-108    | Yankee Clipper | Apollo–12 | 1969. november 14. | A parancsnoki egység a Virginia Air & Space Center kiállításán, Hamptonban található; korábban a National Naval Aviation Museumban volt kiállítva a Pensacola Haditengerészeti Bázison, Pensacolában, Floridában (ezt az egységet a CSM-116-tal váltották fel) |
| CSM-109    | Odyssey        | Apollo–13 | 1970. április 11. | A parancsnoki egységet a Kansas Cosmosphere and Space Centerben állították ki |
| CSM-110    | Kitty Hawk     | Apollo–14 | 1971. január 31. | A parancsnoki egység a Kennedy Űrközpontban lett kiállítva |
| CSM-111    |                | Szojuz–Apollo-program | 1975. július 15., | A parancsnoki egység a California Science Center kiállításán szerepel Los Angelesben (korábban a Kennedy Űrközpont Látogatóközpontja kiállításának része volt)                                                                                                 |
| CSM-112    | Endeavour      | Apollo–15 | 1971. július 26. | A parancsnoki egység a National Museum of the United States Air Force kiállításán szerepel a Wright-Patterson Légierőbázison, Daytonban |
| CSM-113    | Casper         | Apollo–16 | 1972. április 16. | A parancsnoki egység a U.S. Space & Rocket Center kiállításán szerepel, Huntsville-ben |
| CSM-114    | America        | Apollo–17 | 1972. december 7., | A parancsnoki egység a Space Center Houstonban került kiállításra |
| CSM-115    |                | a később törölt Apollo–19 repülésre szánt űrhajó (nem repült) | a később törölt Apollo–19 repülésre szánt űrhajó (nem repült) | Sohasem szerelték készre |
| CSM-115a   |                | a később törölt Apollo–20 repülésre szánt űrhajó (nem repült) | a később törölt Apollo–20 repülésre szánt űrhajó (nem repült) | Sohasem szerelték készre – a műszaki egységre nem szerelték fel az SPS hajtómű harangját. Jelenleg a Johnson Space Centerben kiállított Saturn V rakéta része; A parancsnoki egységet felújították 2005-ben, a JSC Saturn V Center részére                     |
| CSM-116    |                | Skylab–2 | 1973. május 25. | A parancsnoki egység a National Museum of Naval Aviation kiállításának része a Naval Air Station Pensacola területén, Pensacolában, Floridában |
| CSM-117    |                | Skylab–3 | 1973. július 28. | A parancsnoki egység Great Lakes Science Center kiállításán szerepel, amely jelenleg a Glenn Kutatóközpont látogatóközpontjának része, Clevelandben |
| CSM-118    |                | Skylab–4 | 1973. november 16. | A parancsnoki egység jelenleg a Steven F. Udvar-Hazy Center Mary Baker Engen Restoration Hangárjának kiállítási tárgya |
| CSM-119    |                | Skylab Rescue and ASTP tartalék | Skylab Rescue and ASTP tartalék | A Kennedy Űrközpont kiállításának része |

## Fő különbségek a Block I és Block II változatok között

### Parancsnoki egység

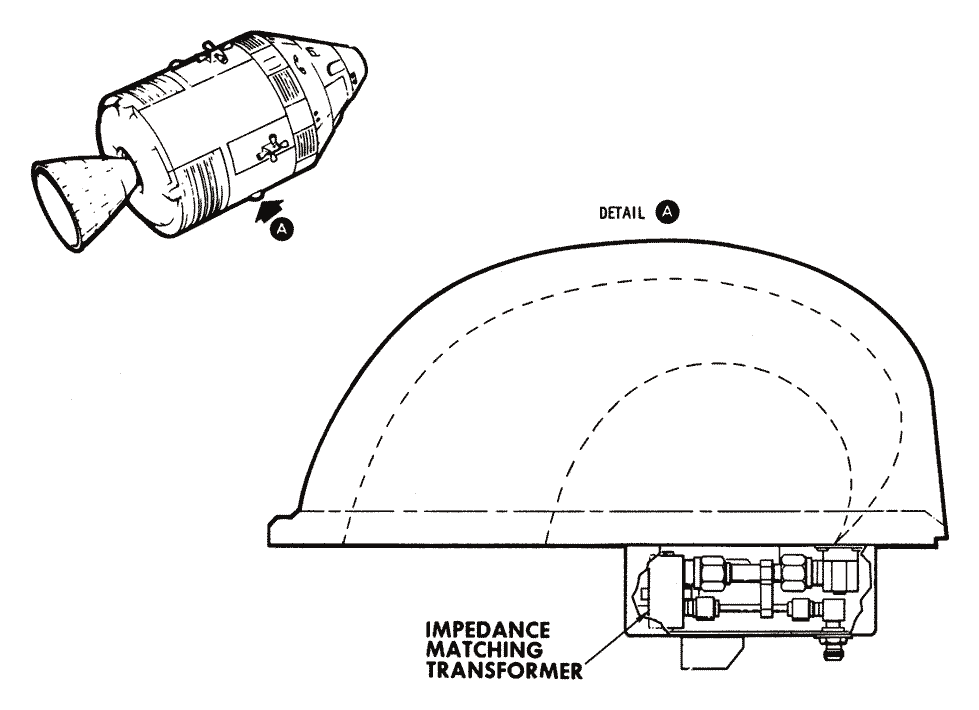
A sarlóantenna

- A Block II sorozatú parancsnoki modul kapott egy dokkolószerkezetet, amellyel összekapcsolódhatott a holdkomppal. Ezzel párhuzamosan átalakították az átjáró alagutat is, amely a Block I verziónál kisebb volt és csupán vészkijáratul szolgált egy vízre szállás esetén, amennyiben az előre nyíló fő ajtón nem lehetett volna kiszállni. A Block II-nél használt alagút rövidebb volt, de szélesebb és arra szolgált főként, hogy az űrhajósok átszálljanak rajta keresztül a holdkompba. Mindkét dizájn esetében az átjárót felülről a felső hőpajzs fedte be, míg alulról a Block II esetében egy kivehető ajtó, alatta pedig a dokkológyűrű és a dokklócső mechanizmusa, amely elősegítette a holdkomppal való összekapcsolódást[55]
- A Block II egy új ajtót kapott (ennek oka főként az Apollo–1 tragédiája volt, amelyben az ajtó dizájnja bizonyult az egyik gyenge láncszemnek). A Block I-en egy kétrészes, befelé nyíló ajtót terveztek, amelyet bonyolult zármechanizmus zárt (a Mercury és Gemini lerobbantható megoldása helyett). A Block II ajtaját pillanatok alatt lehetett nyitni és kifelé nyílt. (Emellett mindkét verziót kívülről még beborította a Start Védő Borítás, amely a felbocsátás során kívülről védte az egész űrhajót.)[55]
- A Block II kívülről kapott még egy alumínium réteggel bevont PET fóliát, amely fényes, tükröző hatást keltett, míg a Block I változatokon vagy látszott az epoxigyanta szürke felülete, vagy fehérre festették néhány kabint.[55]
- A Block I-en alkalmazott sarló antennákat áthelyezték. A Block I terveiben szerepelt két félkör alakú áramvonalazó segédszárny, amelyek a légköri visszatérés közben voltak hivatottak stabilizálni az űrkabin süllyedését és ezeken helyezték el a VHF sarlóantennákat. Azonban a tesztek alapján ezek a segédszárnyak feleslegesnek bizonyultak, ezeket elhagyták és az antennák átkerültek a műszaki egységre.[55]
- Az áram és csővezetékek bekötési pontját áthelyezték, amely a Block I-en a parancsnoki modul legénységi ajtaja mellett volt, míg a Block II-n ezt 180°-kal átellenes pontra tették.[55]
- A két negatív bólintást vezérlő kormányfúvóka szerelési iránya is változott, amely a Block I-en függőleges volt, a Block II-n ezt vízszintesre változtatták.[55]

### Műszaki egység
- Az elektromos rendszer (EPS) és a létfenntartó rendszer (ECS) hőcserélőit áttervezték. A Block II három nagyobb EPS hőcserélőt kapott (amelyet az 1-es és 4-es szektorba szereltek), valamint az ECS hőcserélői a 2-es és 5-ös szektorba kerültek át
- A tüzelőanyagcellák elhelyezése is változott, a Block I-ben a cellák a 4-es szektorban voltak, míg a hidrogén és oxigén tartályok az 1-es szektorban, a Block II-ben ezek egységesen a 4-esben kaptak helyet.
- A Block II kissé hosszabb, nagyobb űrtartalmú SPS üzemanyag és oxidálóanyag tartályokat kapott és értelemszerűen több ellátmányt is hordozott ezekből az anyagokból.
- Az űrhajó külső megjelenése, festése is változott. Az Apollo–6 műszaki egysége fehér volt, hasonlóan a parancsnoki modulhoz, míg az Apollo–1, az Apollo–4 és az összes Block II űrhajó esetében a műszaki egység falai festetlenek maradtak, kivéve az ECS és az EPS rácsait, amelyek fehérek voltak minden esetben
- A hátsó hőpajzs négyszögletes formájú volt a Block II változatokon az üzemanyagtartályok szektoránál, ami a Block I-eknél ugyanolyan formájú volt, de kissé jobban kidudorodott és többet fedett a tartályokból[55]

## A Saturn IB rakétával repült változatok eltérései
Mind az Apollo-programban (az Apollo–1 és az Apollo–7 repüléseknél), mind a későbbi Skylab-repüléseknél (Skylab–2, –3 és –4) és Szojuz–Apollo-program startnál a tervezők úgy számoltak, hogy a Föld körüli pályán vezetett űrrepülések profiljához nincs szükség a Saturn V rakétára, helyette elegendő a kisebb Saturn rakéta, a Saturn IB. Igaz, hogy egy teljesen feltöltött Apollo CSM a maga 30 300 kg-jával kicsit túlmutatott a Saturn IB kapacitásán, azonban nem is volt szükség az űrhajó teljes képességére, ezért sikerrel lehetett csökkenteni a tömegét.
A legkézenfekvőbb megoldás, hogy csökkentsék a holdexpedíciókhoz betöltött üzemanyag (és oxidálószer) mennyiségét, mivel soha nem volt szükség olyan gyorsítómanőverekre Föld körüli pályán, mint amilyet egy holdi keringésbe álláshoz szükséges fékezés, vagy onnan való kigyorsítás szükségessé tett. Ennél fogva a fenti repüléseken csak az üzemanyagtöltet felét készletezték (lényegében csak az SPS hajtómű kiegyenlítő tartályait töltötték fel, a tároló tartályt nem). Így végül a Föld körüli pályára küldött űrhajók tömege a 14 768 kg (Szojuz-Apollo) és a 21 000 kg (Skylab–4) között mozgott. A Szojuz–Apollo- és a Skylab-repüléseknél még tovább is mentek a súlycsökkentésben: az egyébként üres tartályokat, valamint az egyik nyomás alá helyező héliumtartályt még ki is szerelték, további szerkezeti tömeggel csökkentve a felbocsátandó űrhajót. Helyette kicsivel több RCS hajtóanyagot készleteztek és a mérnökök úgy gondolták, hogy tartalék megoldásként az RCS is alkalmas lesz az SPS helyett a hazatéréskori fékezés megoldására.
További tömegcsökkentési lehetőséget jelentett az antennarendszer átalakítása. A Föld körüli pályára küldött űrhajókkal a kapcsolattartáshoz nem volt szükség a széles sávú S-sávú rádióberendezésekre és antennáikra, ezért ezeket elhagyták az Apollo–1, –7 és Skylab repüléseken, azonban egy teszt kedvéért visszaszerelték a Szojuz–Apollo-repülésre, hogy kipróbálhassák az ATS–6 műholdon keresztüli kommunikációt, amely a későbbi TDRSS rendszer előfutára volt. Más megfontolást jelentett, amikor a Skylab-küldetéseken számításba vették, hogy sz űrhajók csak rendkívül rövid ideig fognak a legénység befogadására szolgálni és amikor átszállnak az űrállomásra, az űrhajóra hónapokig nem lesz szükség, így annak az energiatermelése lényegesen kisebb lesz, mint a Holdhoz küldött társaié. Ezen felismerés alapján a háromból az egyik üzemanyagcellát is feleslegesnek ítélték és kiszerelték.
Végül szintén a Skylab-program követelményeinek megfelelően az űrhajó olyan kialakítást is kapott, amelyben nem három, hanem öt űrhajós hordozására is képes volt. Ezt egy esetleges mentőexpedícióhoz találták ki a mérnökök és a CSM–119-et át is alakítottak annak megfelelően, hogy egy ilyen teoretikus mentőexpedícióra alkalmas legyen, további két, az alsó tárolótérbe beépített üléssel.

## Képek

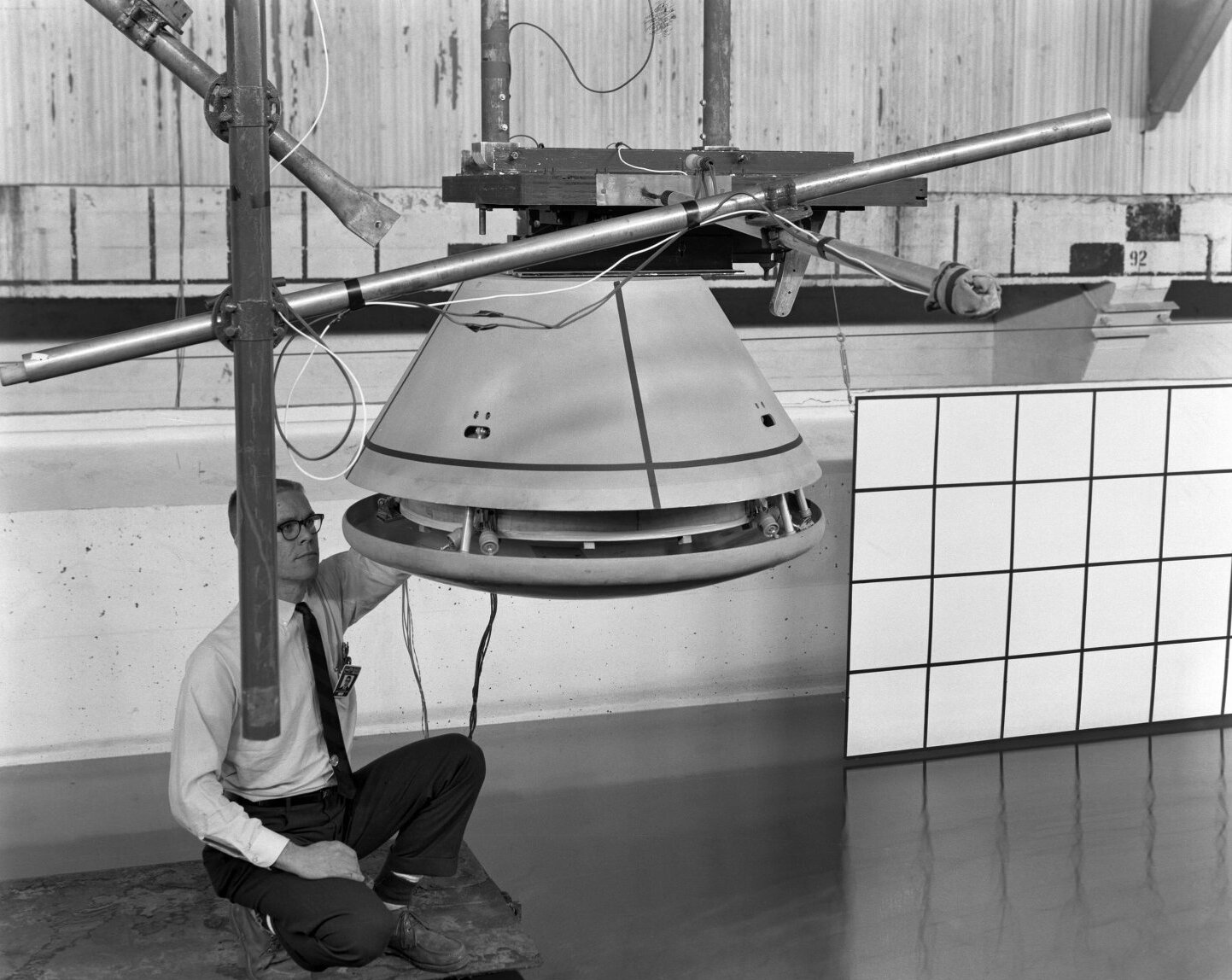
A tervezés során egy Apollo modell vízreszállási tesztjét készítik elő
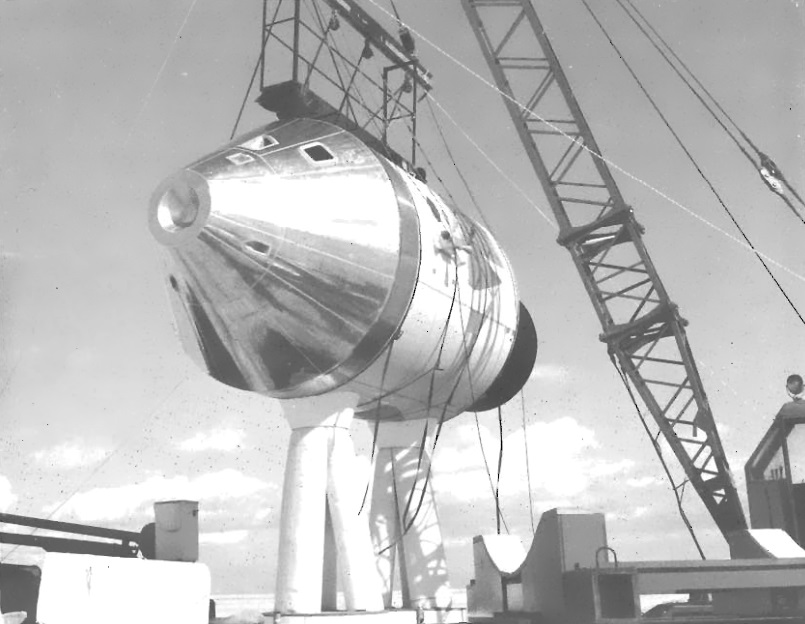
Egy Apollo makett egy radar visszaverődési teszten
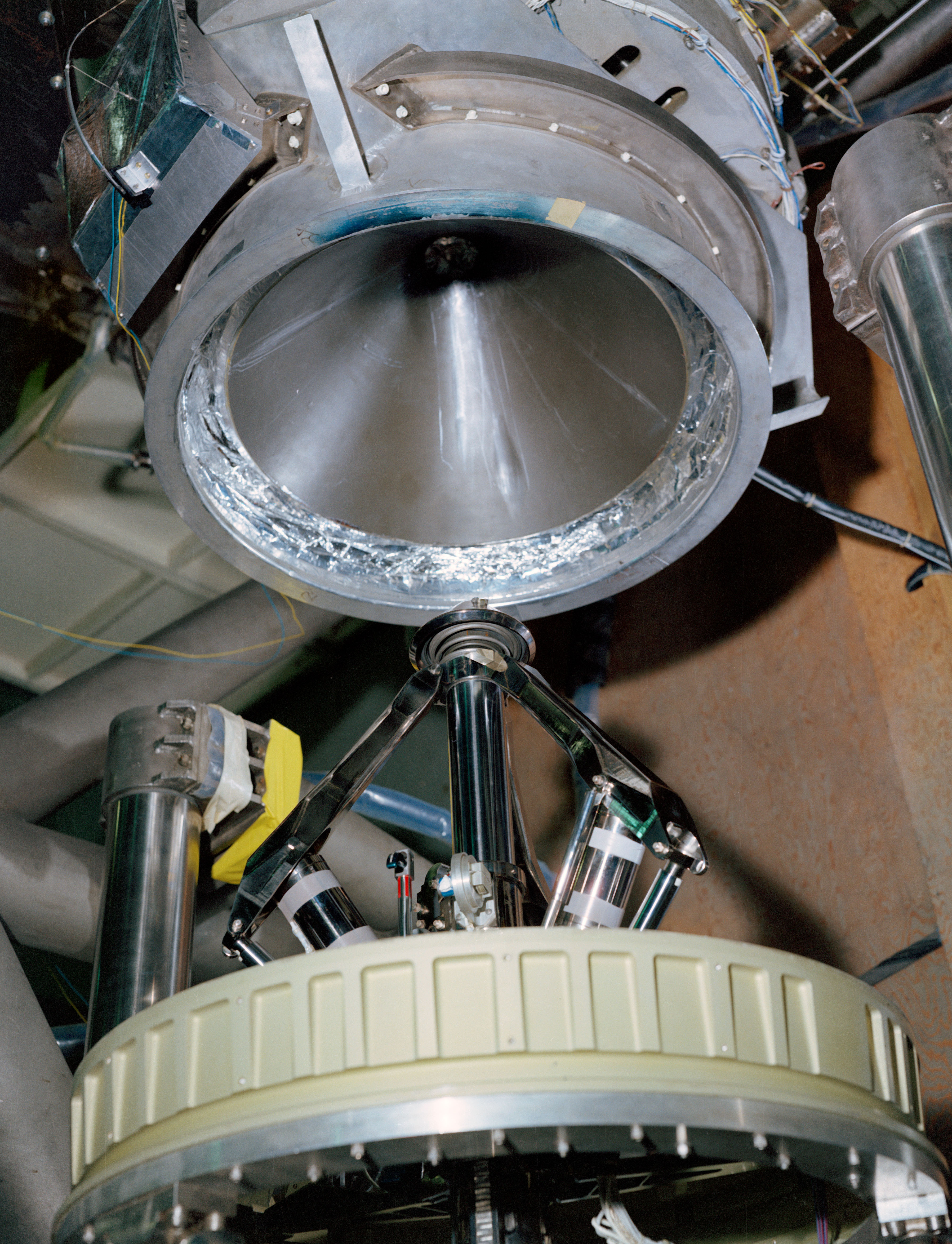
A dokkolószerkezet próbája
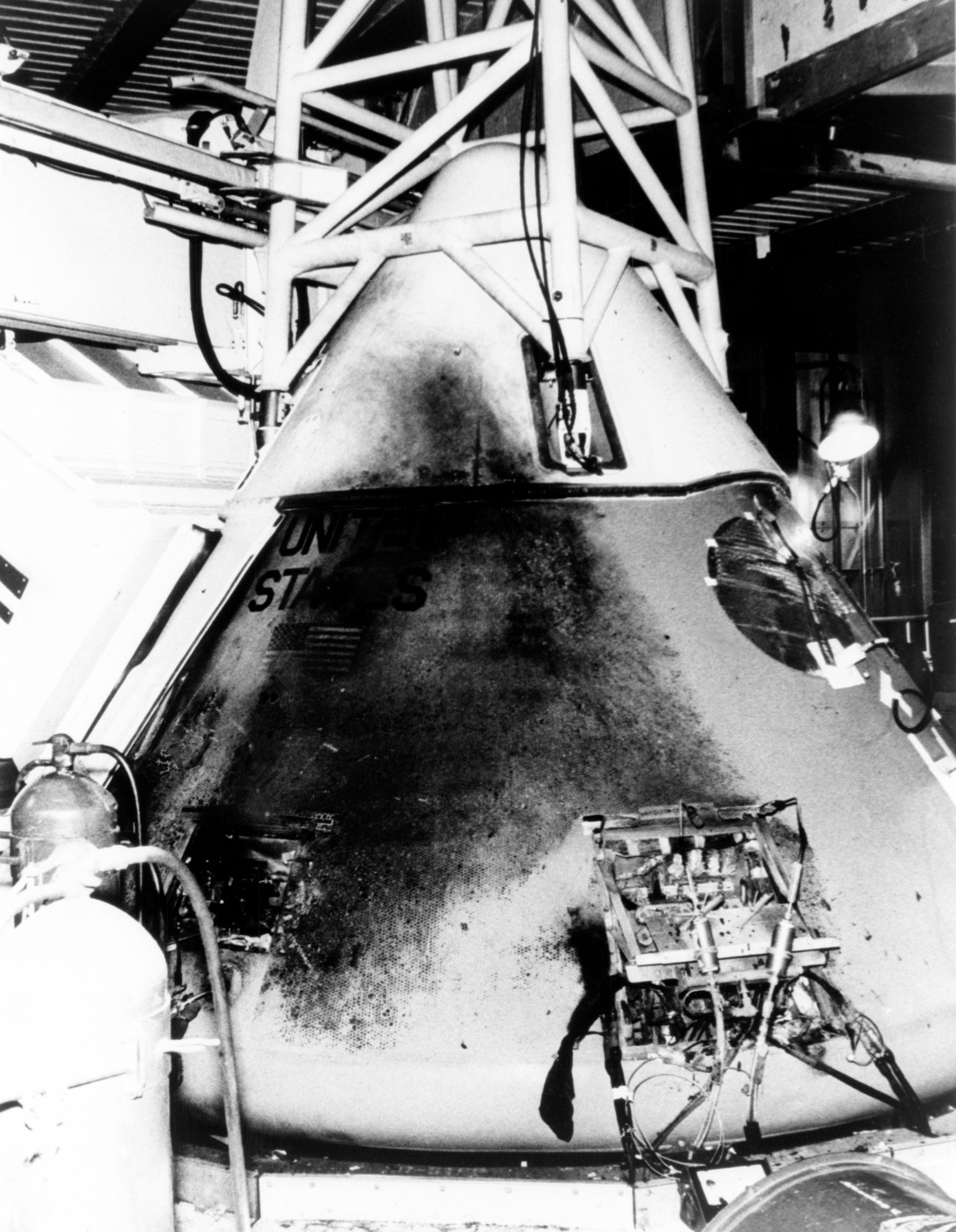
A kiégett CSM–012, az Apollo–1 szerencsétlenül járt űrkabinja
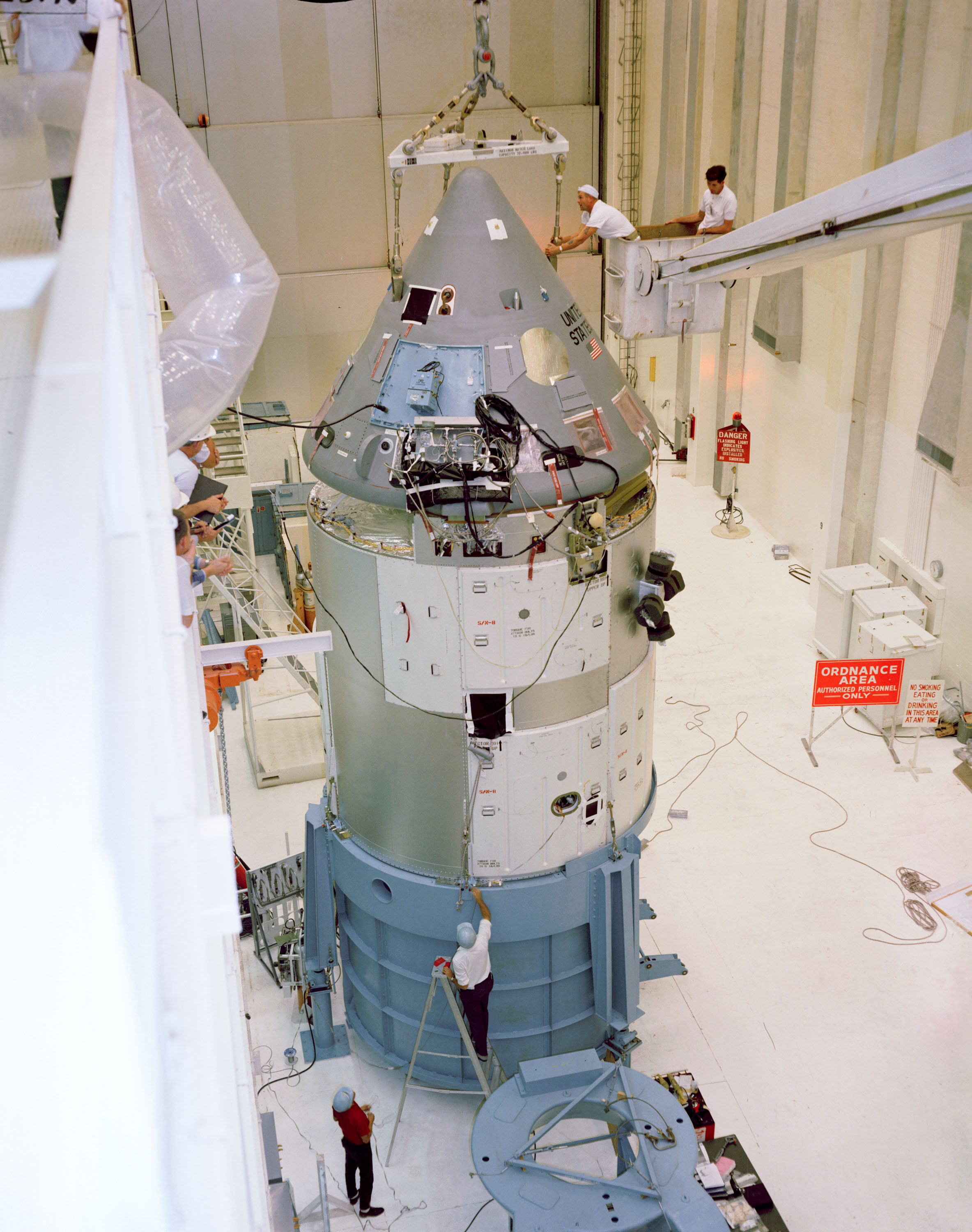
A parancsnoki egység és a műszaki egység összeszerelése repülés előtt
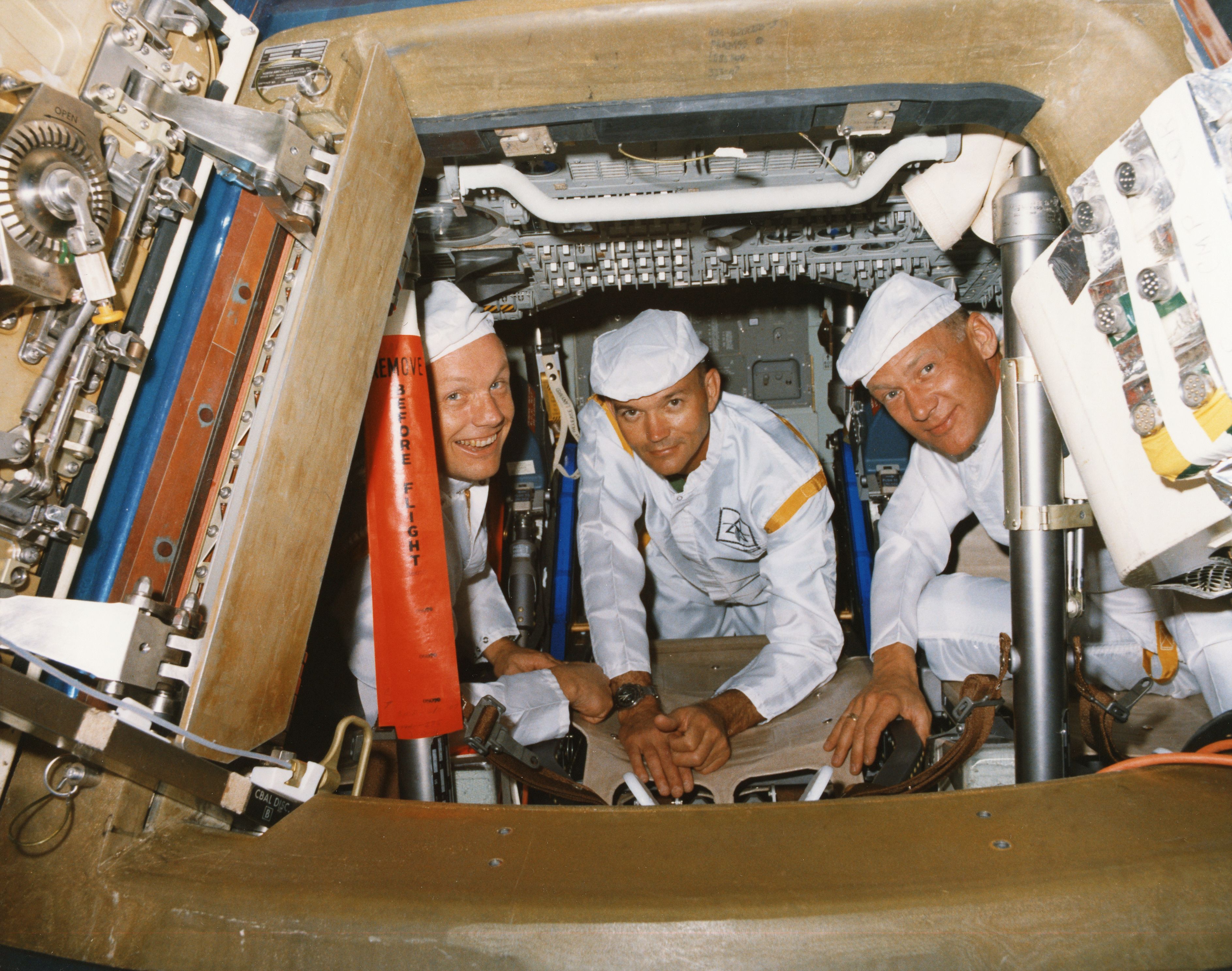
Az űrhajó „bejárata” Armstronggal, Collinsszal és Aldrinnal
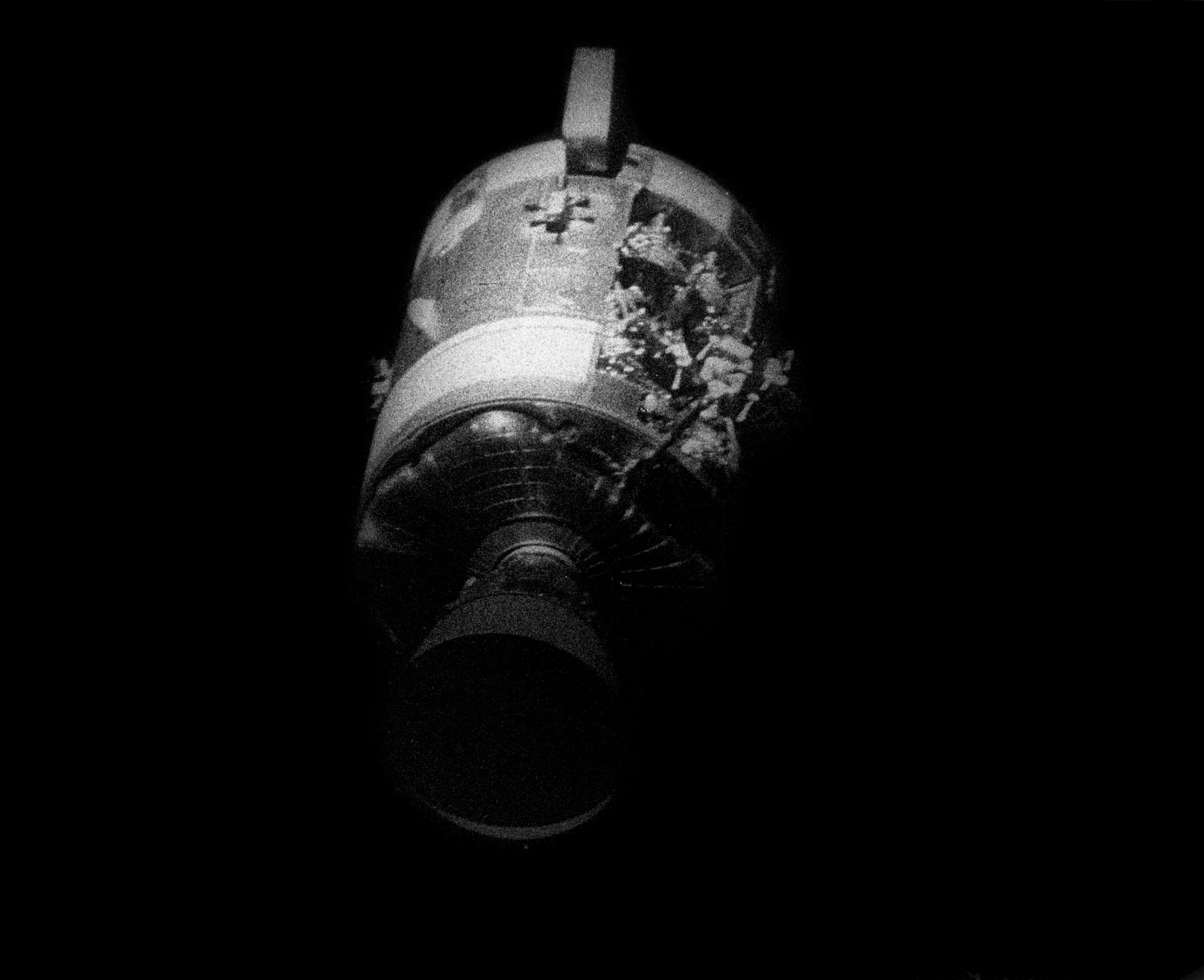
A végzetetsen sérült Apollo–13 parancsnoki és műszaki egysége (CSM–109)
A parancsnoki egység Föld körüli pályán, Apollo–9 (CSM–104)
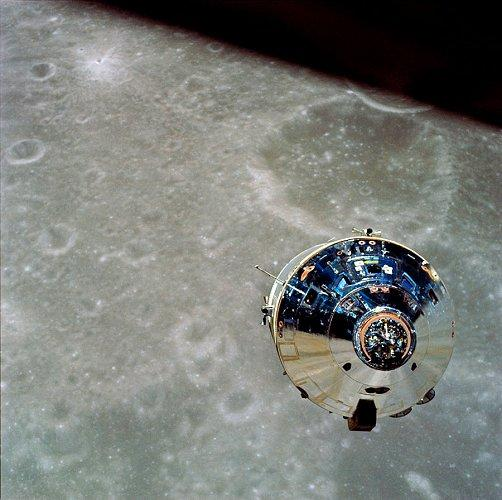
A parancsnoki egység a Holdnál, Apollo–10 (CSM–106)
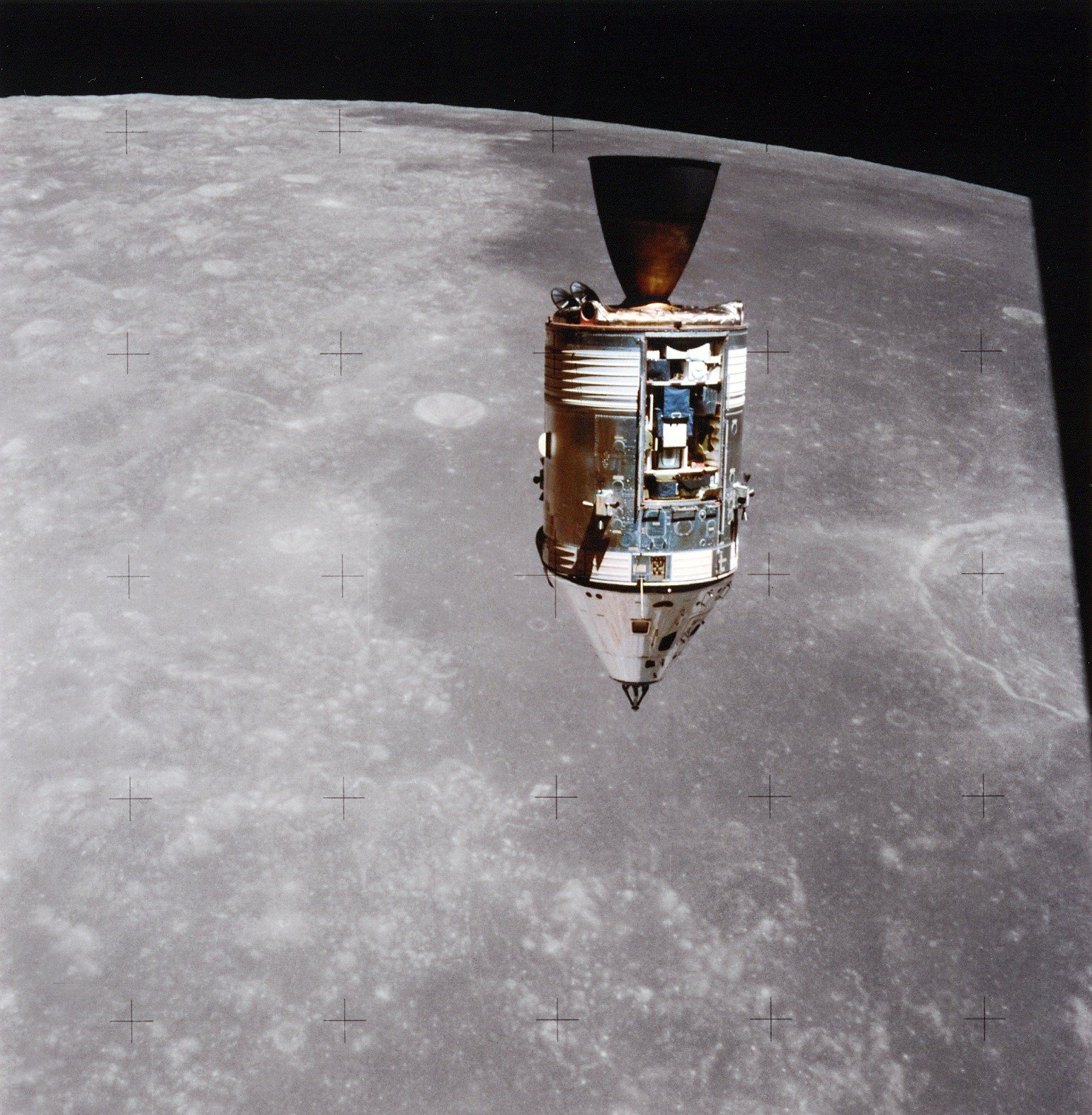
Egy újabb fejlődési fázis, a SIM műszerrekeszt is alkalmazó J típusú repüléseken, Apollo–15 (CSM–112)
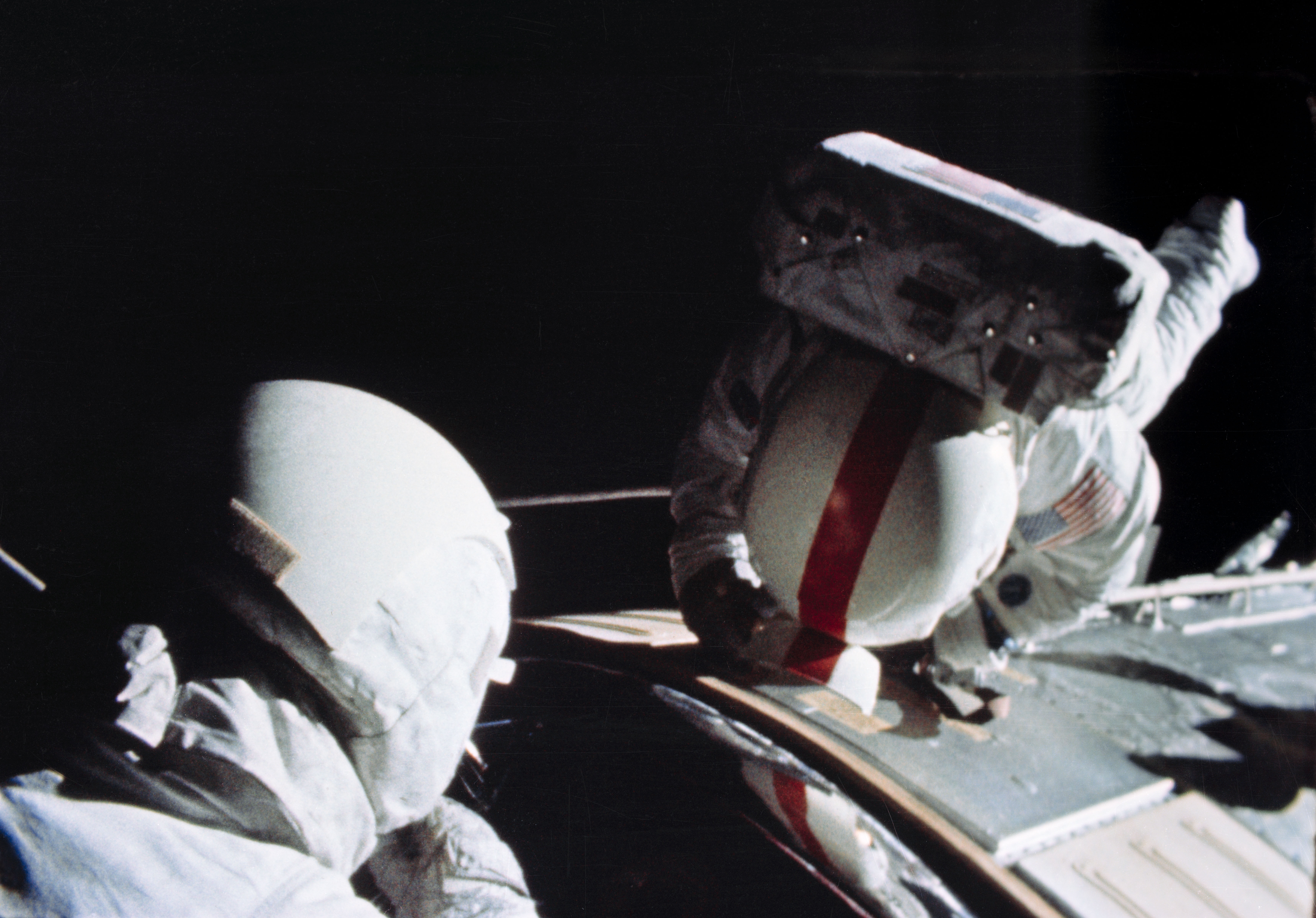
Űrséta a hazaúton, a mérési eredményeket tartalmazó adathordozó kazetták visszahozatala a SIM-ből
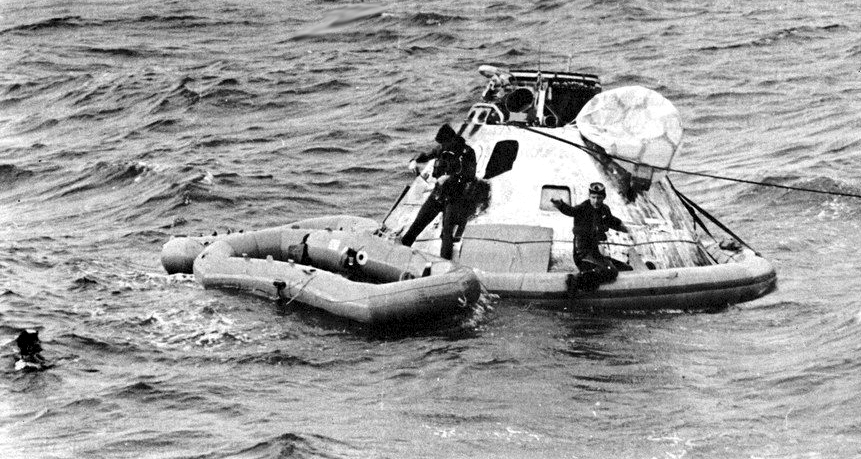
A vízre szállt Apollo–8 (CSM–103)
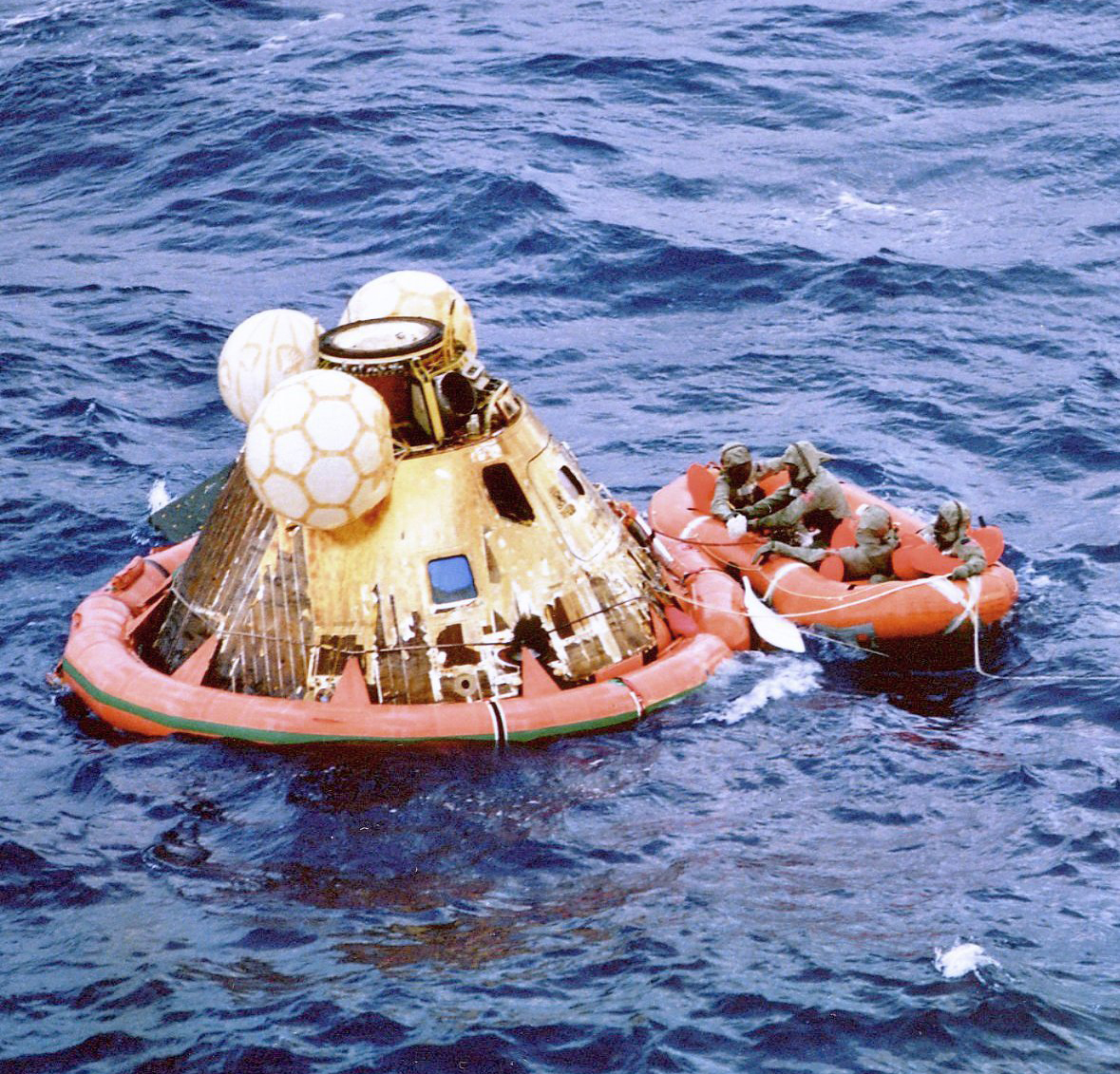
A legtörténelmibb parancsnoki egység, a Columbia (CSM–107) vízre szállás után